# Tour de Colombie 2020
La 70e édition du Tour de Colombie a lieu du 13 au 22 novembre 2020. La Vuelta a Colombia Mindeporte 70 años (nom officiel) n'est pas inscrite au calendrier de l'UCI America Tour 2020. L'épreuve est remportée par le meilleur jeune de la compétition Diego Camargo, devant Óscar Sevilla, 44 ans.

## Présentation

### Équipes
| Équipes continentales (5)- Medellín - Supergiros-Alcaldía de Manizales - IDEA-Ind. Antioquia-FLA-Lot. Medellín - EPM-Scott - Colombia Tierra de Atletas-GW Bicicletas Équipes amateurs (12)- Indeportes Boyacá Avanza-BRC - UAE Team Colombia - Colnago CM Team - Talentos Colombia - EBSA Empresa de Energía Boyacá - Aguardiente Néctar-Indeportes Cundinamarca - Ingeniería de Vías - Sundark Arawak - Alcaldía de La Vega - Store Tattoo - A Tope Cycling - Fuerzas Armadas - Fundación Depormundo - Loteboy-Neiza-Alcaldía de Ventaquemada |
| |

### Parcours
La soixante-dixième édition du Tour de Colombie a pour points d'orgue les arrivées à l'Alto de La Línea (es) et à El Tambo, ainsi que la cronoescalada, un exercice chronométré, qui se termine par l'ascension de l'Alto de Chipre à Manizales. La cinquième étape, partant d'Ibagué et arrivant au sommet de La Línea, après 122,8 kilomètres d'effort, est cependant considérée comme l'étape reine de la compétition.
L'épreuve en profite pour visiter de nouvelles villes étapes comme Macanal, Guasca et Belalcázar ou Sutatenza, de laquelle s'élance le peloton le troisième jour. Le Tour de Colombie traversera les départements de Boyacá, de Cundinamarca, du Tolima, de Quindío, de Risaralda, de Caldas et d'Antioquia.
Les coureurs ont 1 196,4 km à parcourir en dix jours de compétition. Celle-ci commémore le soixante-dixième anniversaire de la fondation, en 1951, d'un évènement, devenu le plus important et le plus traditionnel du cyclisme colombien, .

### Favoris
Sur les 133 cyclistes à s'élancer, de nombreux candidats au titre se présentent au départ de la course avec en premier lieu, Fabio Duarte, vainqueur l'année précédente. Son coéquipier du Team Medellín, Óscar Sevilla, Alexander Gil (EPM-Scott), qui vient de remporter la Vuelta a Antioquia, Darwin Atapuma et Hernán Aguirre, de la formation Colombia Tierra de Atletas et Aristóbulo Cala (Sundark Arawak), qui cherche à conquérir un second titre, peuvent être également cités.
Chez les Espoirs se détachent, Rafael Pineda, Daniel Arroyave et Adrián Bustamante (UAE Team Colombia), ainsi que le tout récent vainqueur de la Vuelta de la Juventud, Diego Camargo (Colombia Tierra de Atletas).

## Étapes
| Étape     | Date    | Villes étapes                   | type                      | Distance (km) | Vainqueur d'étape         | Leader du classement général |
| --------- | ------- | ------------------------------- | ------------------------- | ------------- | ------------------------- | ---------------------------- |
| 1re étape | 13 nov. | Villa de Leyva – Villa de Leyva | étape de plaine           | 161,5         | Bernardo Suaza            | Bernardo Suaza               |
| 2e étape  | 14 nov. | Tunja – Macanal                 | étape de moyenne montagne | 149,5         | Alexander Gil             | Alexander Gil                |
| 3e étape  | 15 nov. | Sutatenza – Guasca              | étape de moyenne montagne | 144,6         | Nelson Soto               | Alexander Gil                |
| 4e étape  | 16 nov. | Ibagué – Ibagué                 | étape de plaine           | 100           | Nelson Soto               | Alexander Gil                |
| 5e étape  | 17 nov. | Ibagué – Alto de La Línea       | étape de montagne         | 122,8         | Salvador Moreno Hernández | Diego Camargo                |
| 6e étape  | 18 nov. | Armenia – Mirador El Tambo      | étape de montagne         | 145,4         | Yeison Rincón             | Diego Camargo                |
| 7e étape  | 19 nov. | Chinchiná – Manizales           | contre-la-montre en côte  | 22,2          | Óscar Sevilla             | Diego Camargo                |
| 8e étape  | 20 nov. | Manizales – Belalcázar          | étape de montagne         | 163,3         | José Tito Hernández       | Diego Camargo                |
| 9e étape  | 21 nov. | La Pintada – Medellín           | étape de moyenne montagne | 87,1          | Juan Pablo Suárez         | Diego Camargo                |
| 10e étape | 22 nov. | Medellín – Alto de Santa Elena  | étape de moyenne montagne | 72            | Salvador Moreno Hernández | Diego Camargo                |

## Récit de la course

### 1reétape
13 novembre Circuit Villa de Leyva - Sáchica - Sutamarchán - Villa de Leyva
Bernardo Suaza devance le sprint massif du peloton pour s'imposer et se vêtir du premier maillot de leader.
| \| Classement de l'étape \| Classement de l'étape \| Classement de l'étape \| Classement de l'étape \| Classement de l'étape \| \| Coureur \| Coureur \| Pays \| Équipe \| Temps \| \| --------------------- \| --------------------- \| --------------------- \| ---------------------------------------- \| --------------------- \| \| 1er \| Bernardo Suaza \| Colombie \| Equipo Continental Supergiros \| 3 h 42 min 57 s \| \| 2e \| Juan Pablo Suárez \| Colombie \| EPM-Scott \| + 0 s \| \| 3e \| Carlos Chía \| Colombie \| Colnago CM Team \| + 3 s \| \| 4e \| Johan Colón \| Colombie \| IDEA-Ind. Antioquia-FLA-Lot. Medellín \| + 3 s \| \| 5e \| Nelson Soto \| Colombie \| Colombia Tierra de Atletas-GW Bicicletas \| + 3 s \| \| 6e \| Adrián Bustamante \| Colombie \| UAE Team Colombia \| + 3 s \| \| 7e \| Juan Tito Rendón \| Colombie \| UAE Team Colombia \| + 3 s \| \| 8e \| Yeison Reyes \| Colombie \| EPM-Scott \| + 3 s \| \| 9e \| Fabio Duarte \| Colombie \| Medellín \| + 3 s \| \| 10e \| Alexander Gil \| Colombie \| EPM-Scott \| + 3 s \| |                   |          |                                          |                 |
| |                   |          |                                          |                 |
| |                   |          |                                          |                 |
| Classement de l'étape |                   |          |                                          |                 |
| Coureur | Coureur           | Pays     | Équipe                                   | Temps           |
| 1er | Bernardo Suaza    | Colombie | Equipo Continental Supergiros            | 3 h 42 min 57 s |
| 2e | Juan Pablo Suárez | Colombie | EPM-Scott                                | + 0 s           |
| 3e | Carlos Chía       | Colombie | Colnago CM Team                          | + 3 s           |
| 4e | Johan Colón       | Colombie | IDEA-Ind. Antioquia-FLA-Lot. Medellín    | + 3 s           |
| 5e | Nelson Soto       | Colombie | Colombia Tierra de Atletas-GW Bicicletas | + 3 s           |
| 6e | Adrián Bustamante | Colombie | UAE Team Colombia                        | + 3 s           |
| 7e | Juan Tito Rendón  | Colombie | UAE Team Colombia                        | + 3 s           |
| 8e | Yeison Reyes      | Colombie | EPM-Scott                                | + 3 s           |
| 9e | Fabio Duarte      | Colombie | Medellín                                 | + 3 s           |
| 10e | Alexander Gil     | Colombie | EPM-Scott                                | + 3 s           |

| Classement de l'étape | Classement de l'étape | Classement de l'étape | Classement de l'étape                    | Classement de l'étape |
| Coureur               | Coureur               | Pays                  | Équipe                                   | Temps                 |
| --------------------- | --------------------- | --------------------- | ---------------------------------------- | --------------------- |
| 1er                   | Bernardo Suaza        | Colombie              | Equipo Continental Supergiros            | 3 h 42 min 57 s       |
| 2e                    | Juan Pablo Suárez     | Colombie              | EPM-Scott                                | + 0 s                 |
| 3e                    | Carlos Chía           | Colombie              | Colnago CM Team                          | + 3 s                 |
| 4e                    | Johan Colón           | Colombie              | IDEA-Ind. Antioquia-FLA-Lot. Medellín    | + 3 s                 |
| 5e                    | Nelson Soto           | Colombie              | Colombia Tierra de Atletas-GW Bicicletas | + 3 s                 |
| 6e                    | Adrián Bustamante     | Colombie              | UAE Team Colombia                        | + 3 s                 |
| 7e                    | Juan Tito Rendón      | Colombie              | UAE Team Colombia                        | + 3 s                 |
| 8e                    | Yeison Reyes          | Colombie              | EPM-Scott                                | + 3 s                 |
| 9e                    | Fabio Duarte          | Colombie              | Medellín                                 | + 3 s                 |
| 10e                   | Alexander Gil         | Colombie              | EPM-Scott                                | + 3 s                 |

| \| Classement général \| Classement général \| Classement général \| Classement général \| Classement général \| \| Coureur \| Coureur \| Pays \| Équipe \| Temps \| \| ------------------ \| ------------------ \| ------------------ \| ---------------------------------------- \| ------------------ \| \| 1er \| Bernardo Suaza \| Colombie \| Equipo Continental Supergiros \| 3 h 42 min 47 s \| \| 2e \| Juan Pablo Suárez \| Colombie \| EPM-Scott \| + 4 s \| \| 3e \| Carlos Chía \| Colombie \| Colnago CM Team \| + 9 s \| \| 4e \| Germán Chaves \| Colombie \| EPM-Scott \| + 10 s \| \| 5e \| Óscar Sevilla \| Espagne \| Medellín \| + 11 s \| \| 6e \| Johan Colón \| Colombie \| IDEA-Ind. Antioquia-FLA-Lot. Medellín \| + 13 s \| \| 7e \| Nelson Soto \| Colombie \| Colombia Tierra de Atletas-GW Bicicletas \| + 13 s \| \| 8e \| Adrián Bustamante \| Colombie \| UAE Team Colombia \| + 13 s \| \| 9e \| Juan Tito Rendón \| Colombie \| UAE Team Colombia \| + 13 s \| \| 10e \| Yeison Reyes \| Colombie \| EPM-Scott \| + 13 s \| |                   |          |                                          |                 |
| |                   |          |                                          |                 |
| |                   |          |                                          |                 |
| Classement général |                   |          |                                          |                 |
| Coureur | Coureur           | Pays     | Équipe                                   | Temps           |
| 1er | Bernardo Suaza    | Colombie | Equipo Continental Supergiros            | 3 h 42 min 47 s |
| 2e | Juan Pablo Suárez | Colombie | EPM-Scott                                | + 4 s           |
| 3e | Carlos Chía       | Colombie | Colnago CM Team                          | + 9 s           |
| 4e | Germán Chaves     | Colombie | EPM-Scott                                | + 10 s          |
| 5e | Óscar Sevilla     | Espagne  | Medellín                                 | + 11 s          |
| 6e | Johan Colón       | Colombie | IDEA-Ind. Antioquia-FLA-Lot. Medellín    | + 13 s          |
| 7e | Nelson Soto       | Colombie | Colombia Tierra de Atletas-GW Bicicletas | + 13 s          |
| 8e | Adrián Bustamante | Colombie | UAE Team Colombia                        | + 13 s          |
| 9e | Juan Tito Rendón  | Colombie | UAE Team Colombia                        | + 13 s          |
| 10e | Yeison Reyes      | Colombie | EPM-Scott                                | + 13 s          |

| Classement général | Classement général | Classement général | Classement général                       | Classement général |
| Coureur            | Coureur            | Pays               | Équipe                                   | Temps              |
| ------------------ | ------------------ | ------------------ | ---------------------------------------- | ------------------ |
| 1er                | Bernardo Suaza     | Colombie           | Equipo Continental Supergiros            | 3 h 42 min 47 s    |
| 2e                 | Juan Pablo Suárez  | Colombie           | EPM-Scott                                | + 4 s              |
| 3e                 | Carlos Chía        | Colombie           | Colnago CM Team                          | + 9 s              |
| 4e                 | Germán Chaves      | Colombie           | EPM-Scott                                | + 10 s             |
| 5e                 | Óscar Sevilla      | Espagne            | Medellín                                 | + 11 s             |
| 6e                 | Johan Colón        | Colombie           | IDEA-Ind. Antioquia-FLA-Lot. Medellín    | + 13 s             |
| 7e                 | Nelson Soto        | Colombie           | Colombia Tierra de Atletas-GW Bicicletas | + 13 s             |
| 8e                 | Adrián Bustamante  | Colombie           | UAE Team Colombia                        | + 13 s             |
| 9e                 | Juan Tito Rendón   | Colombie           | UAE Team Colombia                        | + 13 s             |
| 10e                | Yeison Reyes       | Colombie           | EPM-Scott                                | + 13 s             |

La première étape voit le peloton parcourir cinq fois un circuit dans le département de Boyacá, avec départ et arrivée à Villa de Leyva. Passant par les municipalités de Sáchica et Sutamarchán, il développe 32,7 kilomètres pour un total de 163,5 kilomètres.
Dès le troisième kilomètre, l'échappée du jour voit Camilo Castiblanco (Alcaldía de La Vega), Nicolás García (Fuerzas Armadas) et Johan Moreno (Colnago CM Team) occuper le devant de la scène. Ils sont rejoints par Steven Cuesta (Sundark Arawak) qui s'impose dans le premier sprint intermédiaire de l'épreuve. Ils obtiennent plus de cinq minutes d'avance. Cependant, la fugue est reprise peu avant la cloche, du dernier tour, sous l'impulsion surtout de la formation Colombia Tierra de Atletas-GW Bicicletas, cherchant à placer dans la position idoine leur sprinteur Nelson Soto. Lors de ce quatrième passage sur la ligne a lieu le deuxième sprint intermédiaire où Germán Chaves s'impose devant Óscar Sevilla, (Chaves s'emparant du maillot vert du classement des sprints, selon un point du règlement de la course).
Le dernier tour de circuit se déroule en groupe compact malgré les nombreuses tentatives d'escarmouches toutes annihilés par des équipes comme les EPM-Scott, le Team Medellín ou les Colombia Tierra de Atletas-GW Bicicletas, ne voulant pas perdre les positions de leurs leaders respectifs. Alors que les coureurs des équipes Alcaldía de La Vega et Ingeniería de Vías sont les plus incisifs.
À deux kilomètres du terme, Juan Pablo Suárez lance une violente attaque pour anticiper le sprint massif. Dans la descente menant au faux-plat montant où est jugée l'arrivée, Bernardo Suaza l'ayant pris en chasse, le rejoint à moins de cinq cent mètres du but. Suaza, utilisant sa vitesse supérieure, lance le sprint et déborde Suárez dans le faux-plat pour l'emporter.
Au classement général, Bernardo Suaza a quatre secondes d'avance sur Juan Pablo Suárez et neuf sur le vainqueur du sprint du peloton Carlos Chía.

### 2eétape
14 novembre Tunja - Ventaquemada - Villapinzón - Chocontá - Sisga - Machetá - Guateque - Macanal
Alexander Gil remporte l'étape et prend la tête du classement général.
| \| Classement de l'étape \| Classement de l'étape \| Classement de l'étape \| Classement de l'étape \| Classement de l'étape \| \| Coureur \| Coureur \| Pays \| Équipe \| Temps \| \| --------------------- \| --------------------- \| --------------------- \| ---------------------------------------- \| --------------------- \| \| 1er \| Alexander Gil \| Colombie \| EPM-Scott \| 3 h 26 min 52 s \| \| 2e \| Juan Pablo Suárez \| Colombie \| EPM-Scott \| + 7 s \| \| 3e \| Diego Camargo \| Colombie \| Colombia Tierra de Atletas-GW Bicicletas \| + 7 s \| \| 4e \| Óscar Sevilla \| Espagne \| Medellín \| + 7 s \| \| 5e \| Danny Osorio \| Colombie \| IDEA-Ind. Antioquia-FLA-Lot. Medellín \| + 7 s \| \| 6e \| Sebastián Castaño \| Colombie \| IDEA-Ind. Antioquia-FLA-Lot. Medellín \| + 22 s \| \| 7e \| Aldemar Reyes \| Colombie \| EPM-Scott \| + 30 s \| \| 8e \| Robinson Chalapud \| Colombie \| Medellín \| + 30 s \| \| 9e \| José Tito Hernández \| Colombie \| Medellín \| + 30 s \| \| 10e \| Marco Tulio Suesca \| Colombie \| Sundark Arawak \| + 33 s \| |                     |          |                                          |                 |
| |                     |          |                                          |                 |
| |                     |          |                                          |                 |
| Classement de l'étape |                     |          |                                          |                 |
| Coureur | Coureur             | Pays     | Équipe                                   | Temps           |
| 1er | Alexander Gil       | Colombie | EPM-Scott                                | 3 h 26 min 52 s |
| 2e | Juan Pablo Suárez   | Colombie | EPM-Scott                                | + 7 s           |
| 3e | Diego Camargo       | Colombie | Colombia Tierra de Atletas-GW Bicicletas | + 7 s           |
| 4e | Óscar Sevilla       | Espagne  | Medellín                                 | + 7 s           |
| 5e | Danny Osorio        | Colombie | IDEA-Ind. Antioquia-FLA-Lot. Medellín    | + 7 s           |
| 6e | Sebastián Castaño   | Colombie | IDEA-Ind. Antioquia-FLA-Lot. Medellín    | + 22 s          |
| 7e | Aldemar Reyes       | Colombie | EPM-Scott                                | + 30 s          |
| 8e | Robinson Chalapud   | Colombie | Medellín                                 | + 30 s          |
| 9e | José Tito Hernández | Colombie | Medellín                                 | + 30 s          |
| 10e | Marco Tulio Suesca  | Colombie | Sundark Arawak                           | + 33 s          |

| Classement de l'étape | Classement de l'étape | Classement de l'étape | Classement de l'étape                    | Classement de l'étape |
| Coureur               | Coureur               | Pays                  | Équipe                                   | Temps                 |
| --------------------- | --------------------- | --------------------- | ---------------------------------------- | --------------------- |
| 1er                   | Alexander Gil         | Colombie              | EPM-Scott                                | 3 h 26 min 52 s       |
| 2e                    | Juan Pablo Suárez     | Colombie              | EPM-Scott                                | + 7 s                 |
| 3e                    | Diego Camargo         | Colombie              | Colombia Tierra de Atletas-GW Bicicletas | + 7 s                 |
| 4e                    | Óscar Sevilla         | Espagne               | Medellín                                 | + 7 s                 |
| 5e                    | Danny Osorio          | Colombie              | IDEA-Ind. Antioquia-FLA-Lot. Medellín    | + 7 s                 |
| 6e                    | Sebastián Castaño     | Colombie              | IDEA-Ind. Antioquia-FLA-Lot. Medellín    | + 22 s                |
| 7e                    | Aldemar Reyes         | Colombie              | EPM-Scott                                | + 30 s                |
| 8e                    | Robinson Chalapud     | Colombie              | Medellín                                 | + 30 s                |
| 9e                    | José Tito Hernández   | Colombie              | Medellín                                 | + 30 s                |
| 10e                   | Marco Tulio Suesca    | Colombie              | Sundark Arawak                           | + 33 s                |

| \| Classement général \| Classement général \| Classement général \| Classement général \| Classement général \| \| Coureur \| Coureur \| Pays \| Équipe \| Temps \| \| ------------------ \| ------------------- \| ------------------ \| ---------------------------------------- \| ------------------ \| \| 1er \| Alexander Gil \| Colombie \| EPM-Scott \| 7 h 09 min 42 s \| \| 2e \| Juan Pablo Suárez \| Colombie \| EPM-Scott \| + 2 s \| \| 3e \| Diego Camargo \| Colombie \| Colombia Tierra de Atletas-GW Bicicletas \| + 13 s \| \| 4e \| Óscar Sevilla \| Espagne \| Medellín \| + 15 s \| \| 5e \| Danny Osorio \| Colombie \| IDEA-Ind. Antioquia-FLA-Lot. Medellín \| + 17 s \| \| 6e \| Sebastián Castaño \| Colombie \| IDEA-Ind. Antioquia-FLA-Lot. Medellín \| + 32 s \| \| 7e \| Robinson Chalapud \| Colombie \| Medellín \| + 40 s \| \| 8e \| José Tito Hernández \| Colombie \| Medellín \| + 40 s \| \| 9e \| Aldemar Reyes \| Colombie \| EPM-Scott \| + 40 s \| \| 10e \| Marco Tulio Suesca \| Colombie \| Sundark Arawak \| + 43 s \| |                     |          |                                          |                 |
| |                     |          |                                          |                 |
| |                     |          |                                          |                 |
| Classement général |                     |          |                                          |                 |
| Coureur | Coureur             | Pays     | Équipe                                   | Temps           |
| 1er | Alexander Gil       | Colombie | EPM-Scott                                | 7 h 09 min 42 s |
| 2e | Juan Pablo Suárez   | Colombie | EPM-Scott                                | + 2 s           |
| 3e | Diego Camargo       | Colombie | Colombia Tierra de Atletas-GW Bicicletas | + 13 s          |
| 4e | Óscar Sevilla       | Espagne  | Medellín                                 | + 15 s          |
| 5e | Danny Osorio        | Colombie | IDEA-Ind. Antioquia-FLA-Lot. Medellín    | + 17 s          |
| 6e | Sebastián Castaño   | Colombie | IDEA-Ind. Antioquia-FLA-Lot. Medellín    | + 32 s          |
| 7e | Robinson Chalapud   | Colombie | Medellín                                 | + 40 s          |
| 8e | José Tito Hernández | Colombie | Medellín                                 | + 40 s          |
| 9e | Aldemar Reyes       | Colombie | EPM-Scott                                | + 40 s          |
| 10e | Marco Tulio Suesca  | Colombie | Sundark Arawak                           | + 43 s          |

| Classement général | Classement général  | Classement général | Classement général                       | Classement général |
| Coureur            | Coureur             | Pays               | Équipe                                   | Temps              |
| ------------------ | ------------------- | ------------------ | ---------------------------------------- | ------------------ |
| 1er                | Alexander Gil       | Colombie           | EPM-Scott                                | 7 h 09 min 42 s    |
| 2e                 | Juan Pablo Suárez   | Colombie           | EPM-Scott                                | + 2 s              |
| 3e                 | Diego Camargo       | Colombie           | Colombia Tierra de Atletas-GW Bicicletas | + 13 s             |
| 4e                 | Óscar Sevilla       | Espagne            | Medellín                                 | + 15 s             |
| 5e                 | Danny Osorio        | Colombie           | IDEA-Ind. Antioquia-FLA-Lot. Medellín    | + 17 s             |
| 6e                 | Sebastián Castaño   | Colombie           | IDEA-Ind. Antioquia-FLA-Lot. Medellín    | + 32 s             |
| 7e                 | Robinson Chalapud   | Colombie           | Medellín                                 | + 40 s             |
| 8e                 | José Tito Hernández | Colombie           | Medellín                                 | + 40 s             |
| 9e                 | Aldemar Reyes       | Colombie           | EPM-Scott                                | + 40 s             |
| 10e                | Marco Tulio Suesca  | Colombie           | Sundark Arawak                           | + 43 s             |

La deuxième étape part de Tunja, capitale du département boyacense, pour rejoindre après 149,5 kilomètres, toujours dans le même département, l'arrivée inédite de Macanal (jugée au sommet d'une côte de troisième catégorie, avec des passages à 14 %).
Seize coureurs, au sein desquelles se détachent des hommes comme Jerson Urbano, George Tibaquirá, Germán Chaves, Brayan Sánchez, Hernán Aguirre ou Óscar Pachón, constituent la première grande échappée du jour. Ils obtiennent jusqu'à 1 min 40 s d'avance. Ce qui leur permet de se disputer entre eux les deux premiers cols de troisième catégorie du jour. Tibaquirá passe en tête à l'Alto del Moral et Pachón à l'Alto de Ventaquemada (ce dernier prenant le maillot distinctif selon un point du règlement de la course). Même si l'échappée est reprise, Chaves s'impose dans le premier sprint intermédiaire de la journée et conforte sa place en tête du classement des sprints.
Une fois la jonction faite, Juan Diego Hoyos s'enfuit aux abords de Chocontá et navigue devant le groupe principal plus de quarante kilomètres, durant la longue portion de descente au menu de l'étape. Jusqu'à 35 kilomètres de l'arrivée, où le peloton, emmené par les Colombia Tierra de Atletas-GW 4WD Renta Car, le ramène à la raison. À douze kilomètres du but, c'est au tour de Carlos Chía de tenter sa chance. Il crée un écart qui est cependant annihilé par le Team Medellín, peu avant l'attaque décisive des coureurs de la formation EPM-Scott.
Dans les trois derniers kilomètres, l'équipe EPM-Scott rompt, en effet, l'harmonie dans le groupe de tête. C'est d'abord Aldemar Reyes qui place une violente attaque, puis c'est au tour de Juan Pablo Suárez de l'imiter. Avant qu'Alexander Gil conclut le travail,. Isolé, Suárez voit Gil revenir sur lui et l'attaquer immédiatement. Mètre après mètre, Gil accentue son avance pour remporter l'étape en solitaire. Il fait coup double en se parant du maillot de leader du classement général. Alors que Suárez voit deux hommes le rejoindre sur la ligne. Alexander Gil répond ainsi à son statut de favori, acquis après sa victoire dans la Vuelta a Antioquia, un mois auparavant. Juan Pablo Suárez termine deuxième à sept secondes et le nouveau leader du classement des Espoirs, Diego Camargo complète le podium de l'étape.
Au classement général, Alexander Gil devance son coéquipier Juan Pablo Suárez de deux secondes. Diego Camargo est troisième à treize secondes, suivi immédiatement par Óscar Sevilla, à quinze secondes. L'étape a provoqué des écarts avec les autres favoris pré-cités. Ainsi, le tenant du titre Fabio Duarte est déjà relégué à 1 min 41 s. Darwin Atapuma fait à peine mieux avec 1 min 31 s de débours. Tandis que Hernán Aguirre et Aristóbulo Cala sont également en dehors du Top Ten au classement général (avec respectivement un retard de 43 et 52 s). Quant à Bernardo Suaza, il termine l'étape à 1 min 38 s d'Alexander Gil et sort du Top 20.

### 3eétape
15 novembre Sutatenza - Guateque - Sisga - Chocontá - Villapinzón - retour -  Sesquilé - Guatavita - Guasca
Nelson Soto remporte l'étape et Alexander Gil conserve son maillot de leader.
| \| Classement de l'étape \| Classement de l'étape \| Classement de l'étape \| Classement de l'étape \| Classement de l'étape \| \| Coureur \| Coureur \| Pays \| Équipe \| Temps \| \| --------------------- \| --------------------- \| --------------------- \| ---------------------------------------- \| --------------------- \| \| 1er \| Nelson Soto \| Colombie \| Colombia Tierra de Atletas-GW Bicicletas \| 3 h 39 min 04 s \| \| 2e \| Fabio Duarte \| Colombie \| Medellín \| + 3 s \| \| 3e \| Robinson Chalapud \| Colombie \| Medellín \| + 3 s \| \| 4e \| Alexander Gil \| Colombie \| EPM-Scott \| + 3 s \| \| 5e \| Juan Pablo Suárez \| Colombie \| EPM-Scott \| + 3 s \| \| 6e \| Óscar Sevilla \| Espagne \| Medellín \| + 3 s \| \| 7e \| Diego Camargo \| Colombie \| Colombia Tierra de Atletas-GW Bicicletas \| + 3 s \| \| 8e \| Juan Tito Rendón \| Colombie \| UAE Team Colombia \| + 3 s \| \| 9e \| Bernardo Suaza \| Colombie \| Equipo Continental Supergiros \| + 3 s \| \| 10e \| Aldemar Reyes \| Colombie \| EPM-Scott \| + 3 s \| |                   |          |                                          |                 |
| |                   |          |                                          |                 |
| |                   |          |                                          |                 |
| Classement de l'étape |                   |          |                                          |                 |
| Coureur | Coureur           | Pays     | Équipe                                   | Temps           |
| 1er | Nelson Soto       | Colombie | Colombia Tierra de Atletas-GW Bicicletas | 3 h 39 min 04 s |
| 2e | Fabio Duarte      | Colombie | Medellín                                 | + 3 s           |
| 3e | Robinson Chalapud | Colombie | Medellín                                 | + 3 s           |
| 4e | Alexander Gil     | Colombie | EPM-Scott                                | + 3 s           |
| 5e | Juan Pablo Suárez | Colombie | EPM-Scott                                | + 3 s           |
| 6e | Óscar Sevilla     | Espagne  | Medellín                                 | + 3 s           |
| 7e | Diego Camargo     | Colombie | Colombia Tierra de Atletas-GW Bicicletas | + 3 s           |
| 8e | Juan Tito Rendón  | Colombie | UAE Team Colombia                        | + 3 s           |
| 9e | Bernardo Suaza    | Colombie | Equipo Continental Supergiros            | + 3 s           |
| 10e | Aldemar Reyes     | Colombie | EPM-Scott                                | + 3 s           |

| Classement de l'étape | Classement de l'étape | Classement de l'étape | Classement de l'étape                    | Classement de l'étape |
| Coureur               | Coureur               | Pays                  | Équipe                                   | Temps                 |
| --------------------- | --------------------- | --------------------- | ---------------------------------------- | --------------------- |
| 1er                   | Nelson Soto           | Colombie              | Colombia Tierra de Atletas-GW Bicicletas | 3 h 39 min 04 s       |
| 2e                    | Fabio Duarte          | Colombie              | Medellín                                 | + 3 s                 |
| 3e                    | Robinson Chalapud     | Colombie              | Medellín                                 | + 3 s                 |
| 4e                    | Alexander Gil         | Colombie              | EPM-Scott                                | + 3 s                 |
| 5e                    | Juan Pablo Suárez     | Colombie              | EPM-Scott                                | + 3 s                 |
| 6e                    | Óscar Sevilla         | Espagne               | Medellín                                 | + 3 s                 |
| 7e                    | Diego Camargo         | Colombie              | Colombia Tierra de Atletas-GW Bicicletas | + 3 s                 |
| 8e                    | Juan Tito Rendón      | Colombie              | UAE Team Colombia                        | + 3 s                 |
| 9e                    | Bernardo Suaza        | Colombie              | Equipo Continental Supergiros            | + 3 s                 |
| 10e                   | Aldemar Reyes         | Colombie              | EPM-Scott                                | + 3 s                 |

| \| Classement général \| Classement général \| Classement général \| Classement général \| Classement général \| \| Coureur \| Coureur \| Pays \| Équipe \| Temps \| \| ------------------ \| ------------------- \| ------------------ \| ---------------------------------------- \| ------------------ \| \| 1er \| Alexander Gil \| Colombie \| EPM-Scott \| 10 h 48 min 49 s \| \| 2e \| Juan Pablo Suárez \| Colombie \| EPM-Scott \| + 2 s \| \| 3e \| Diego Camargo \| Colombie \| Colombia Tierra de Atletas-GW Bicicletas \| + 13 s \| \| 4e \| Óscar Sevilla \| Espagne \| Medellín \| + 15 s \| \| 5e \| Danny Osorio \| Colombie \| IDEA-Ind. Antioquia-FLA-Lot. Medellín \| + 17 s \| \| 6e \| Sebastián Castaño \| Colombie \| IDEA-Ind. Antioquia-FLA-Lot. Medellín \| + 32 s \| \| 7e \| Robinson Chalapud \| Colombie \| Medellín \| + 36 s \| \| 8e \| José Tito Hernández \| Colombie \| Medellín \| + 40 s \| \| 9e \| Aldemar Reyes \| Colombie \| EPM-Scott \| + 40 s \| \| 10e \| Marco Tulio Suesca \| Colombie \| Sundark Arawak \| + 43 s \| |                     |          |                                          |                  |
| |                     |          |                                          |                  |
| |                     |          |                                          |                  |
| Classement général |                     |          |                                          |                  |
| Coureur | Coureur             | Pays     | Équipe                                   | Temps            |
| 1er | Alexander Gil       | Colombie | EPM-Scott                                | 10 h 48 min 49 s |
| 2e | Juan Pablo Suárez   | Colombie | EPM-Scott                                | + 2 s            |
| 3e | Diego Camargo       | Colombie | Colombia Tierra de Atletas-GW Bicicletas | + 13 s           |
| 4e | Óscar Sevilla       | Espagne  | Medellín                                 | + 15 s           |
| 5e | Danny Osorio        | Colombie | IDEA-Ind. Antioquia-FLA-Lot. Medellín    | + 17 s           |
| 6e | Sebastián Castaño   | Colombie | IDEA-Ind. Antioquia-FLA-Lot. Medellín    | + 32 s           |
| 7e | Robinson Chalapud   | Colombie | Medellín                                 | + 36 s           |
| 8e | José Tito Hernández | Colombie | Medellín                                 | + 40 s           |
| 9e | Aldemar Reyes       | Colombie | EPM-Scott                                | + 40 s           |
| 10e | Marco Tulio Suesca  | Colombie | Sundark Arawak                           | + 43 s           |

| Classement général | Classement général  | Classement général | Classement général                       | Classement général |
| Coureur            | Coureur             | Pays               | Équipe                                   | Temps              |
| ------------------ | ------------------- | ------------------ | ---------------------------------------- | ------------------ |
| 1er                | Alexander Gil       | Colombie           | EPM-Scott                                | 10 h 48 min 49 s   |
| 2e                 | Juan Pablo Suárez   | Colombie           | EPM-Scott                                | + 2 s              |
| 3e                 | Diego Camargo       | Colombie           | Colombia Tierra de Atletas-GW Bicicletas | + 13 s             |
| 4e                 | Óscar Sevilla       | Espagne            | Medellín                                 | + 15 s             |
| 5e                 | Danny Osorio        | Colombie           | IDEA-Ind. Antioquia-FLA-Lot. Medellín    | + 17 s             |
| 6e                 | Sebastián Castaño   | Colombie           | IDEA-Ind. Antioquia-FLA-Lot. Medellín    | + 32 s             |
| 7e                 | Robinson Chalapud   | Colombie           | Medellín                                 | + 36 s             |
| 8e                 | José Tito Hernández | Colombie           | Medellín                                 | + 40 s             |
| 9e                 | Aldemar Reyes       | Colombie           | EPM-Scott                                | + 40 s             |
| 10e                | Marco Tulio Suesca  | Colombie           | Sundark Arawak                           | + 43 s             |

Les 123 coureurs encore en course quittent la localité boyacense de Sutatenza pour la municipalité cundinamarquesa de Guasca, après 144,6 kilomètres, trois sprints spéciaux et deux prix de la montagne.
Dès le début de l'étape, les tentatives d'échappée se succèdent et quatre hommes trouvent l'ouverture. Nicolás Paredes (Team Medellín), Óscar Quiroz (Colombia Tierra de Atletas GW), Rafael Hernández (Aguardiente Néctar) et Javier Jamaica (Depormundo) prennent la direction de la course. L'écart grimpe peu à peu. Cependant le rythme imposé par Paredes fait décrocher un à un ses compagnons de fugue et bientôt, il se trouve seul en tête. D'autres tentent bien la jonction, mais Nicolás Paredes est intraitable et tous sont absorbés par le peloton, dont le rythme empêche que l'écart grandisse au-delà de la minute. Paredes passe en tête le premier col de la journée, mais il est rejoint par le peloton peu après. Deux autres concurrents tentent l'aventure. Brayan Sánchez (Team Medellín) et Juan Diego Hoyos (Colnago) s'échappent. Le duo prend plus de deux minutes d'avance, atteignant même l'écart maximale de 2 min 40 s. Les trois sprints intermédiaires voient passer les deux hommes dans le même ordre, Hoyos devant Sánchez. Juan Diego Hoyos se relève après le troisième sprint pour attendre le peloton tandis que Brayan Sánchez persiste et passe premier au sommet du second prix de la montagne du jour. Il reçoit le soutien de trois hommes mais le quatuor est absorbé au niveau de Sesquilé. À partir de là, le peloton reste compact jusqu'à l'arrivée.
Dans le dernier kilomètre, le Team Medellín tente de forcer la décision, avec une attaque franche de Robinson Chalapud. Nelson Soto, ayant sauté dans sa roue pour contrôler son action, insiste lorsque l'équipe antioqueña tergiverse. Négociant au mieux le dernier virage sur une chaussée détrempée, Soto se détache sur les derniers hectomètres au fort pourcentage, puis résiste au retour de l'avant-garde du peloton. Fabio Duarte, impliqué dans des chutes les deux premiers jours, termine deuxième à trois secondes, devant son coéquipier Chalapud. Tout à la défense de son maillot, Alexander Gil finit quatrième.
Sous une pluie continue qui a ccompagné les coureurs dans les dix derniers kilomètres du jour, Soto conquiert une quatrième étape dans son Tour national, après les trois acquises en 2017. Bien que sprinteur Nelson Soto anticipe le sprint massif pour gagner en solitaire au parc municipal de Guasca, terme de l'étape. Il récompense ainsi le travail de ses équipiers de la formation Colombia Tierra de Atletas-GW 4WD Renta Car qui ont contrôlé la course durant les trente derniers kilomètres,.
Aucun changement notable n'est à constater au classement général. Juan Diego Hoyos, quant à lui, profite de sa fugue pour prendre la tête du classement des sprints.

### 4eétape
16 novembre Circuit à Ibagué
Nelson Soto gagne une deuxième étape en deux jours et Alexander Gil garde sa place au classement général.
| \| Classement de l'étape \| Classement de l'étape \| Classement de l'étape \| Classement de l'étape \| Classement de l'étape \| \| Coureur \| Coureur \| Pays \| Équipe \| Temps \| \| --------------------- \| --------------------- \| --------------------- \| ---------------------------------------- \| --------------------- \| \| 1er \| Nelson Soto \| Colombie \| Colombia Tierra de Atletas-GW Bicicletas \| 2 h 24 min 50 s \| \| 2e \| Carlos Chía \| Colombie \| Colnago CM Team \| + 0 s \| \| 3e \| Brayan Sánchez \| Colombie \| Medellín \| + 0 s \| \| 4e \| Óscar Sevilla \| Espagne \| Medellín \| + 0 s \| \| 5e \| Aldemar Reyes \| Colombie \| EPM-Scott \| + 0 s \| \| 6e \| Juan Pablo Suárez \| Colombie \| EPM-Scott \| + 0 s \| \| 7e \| Johan Colón \| Colombie \| IDEA-Ind. Antioquia-FLA-Lot. Medellín \| + 0 s \| \| 8e \| Yeison Reyes \| Colombie \| EPM-Scott \| + 0 s \| \| 9e \| Sebastián Castaño \| Colombie \| IDEA-Ind. Antioquia-FLA-Lot. Medellín \| + 0 s \| \| 10e \| Alexander Gil \| Colombie \| EPM-Scott \| + 0 s \| |                   |          |                                          |                 |
| |                   |          |                                          |                 |
| |                   |          |                                          |                 |
| Classement de l'étape |                   |          |                                          |                 |
| Coureur | Coureur           | Pays     | Équipe                                   | Temps           |
| 1er | Nelson Soto       | Colombie | Colombia Tierra de Atletas-GW Bicicletas | 2 h 24 min 50 s |
| 2e | Carlos Chía       | Colombie | Colnago CM Team                          | + 0 s           |
| 3e | Brayan Sánchez    | Colombie | Medellín                                 | + 0 s           |
| 4e | Óscar Sevilla     | Espagne  | Medellín                                 | + 0 s           |
| 5e | Aldemar Reyes     | Colombie | EPM-Scott                                | + 0 s           |
| 6e | Juan Pablo Suárez | Colombie | EPM-Scott                                | + 0 s           |
| 7e | Johan Colón       | Colombie | IDEA-Ind. Antioquia-FLA-Lot. Medellín    | + 0 s           |
| 8e | Yeison Reyes      | Colombie | EPM-Scott                                | + 0 s           |
| 9e | Sebastián Castaño | Colombie | IDEA-Ind. Antioquia-FLA-Lot. Medellín    | + 0 s           |
| 10e | Alexander Gil     | Colombie | EPM-Scott                                | + 0 s           |

| Classement de l'étape | Classement de l'étape | Classement de l'étape | Classement de l'étape                    | Classement de l'étape |
| Coureur               | Coureur               | Pays                  | Équipe                                   | Temps                 |
| --------------------- | --------------------- | --------------------- | ---------------------------------------- | --------------------- |
| 1er                   | Nelson Soto           | Colombie              | Colombia Tierra de Atletas-GW Bicicletas | 2 h 24 min 50 s       |
| 2e                    | Carlos Chía           | Colombie              | Colnago CM Team                          | + 0 s                 |
| 3e                    | Brayan Sánchez        | Colombie              | Medellín                                 | + 0 s                 |
| 4e                    | Óscar Sevilla         | Espagne               | Medellín                                 | + 0 s                 |
| 5e                    | Aldemar Reyes         | Colombie              | EPM-Scott                                | + 0 s                 |
| 6e                    | Juan Pablo Suárez     | Colombie              | EPM-Scott                                | + 0 s                 |
| 7e                    | Johan Colón           | Colombie              | IDEA-Ind. Antioquia-FLA-Lot. Medellín    | + 0 s                 |
| 8e                    | Yeison Reyes          | Colombie              | EPM-Scott                                | + 0 s                 |
| 9e                    | Sebastián Castaño     | Colombie              | IDEA-Ind. Antioquia-FLA-Lot. Medellín    | + 0 s                 |
| 10e                   | Alexander Gil         | Colombie              | EPM-Scott                                | + 0 s                 |

| \| Classement général \| Classement général \| Classement général \| Classement général \| Classement général \| \| Coureur \| Coureur \| Pays \| Équipe \| Temps \| \| ------------------ \| ------------------- \| ------------------ \| ---------------------------------------- \| ------------------ \| \| 1er \| Alexander Gil \| Colombie \| EPM-Scott \| 13 h 13 min 39 s \| \| 2e \| Juan Pablo Suárez \| Colombie \| EPM-Scott \| + 1 s \| \| 3e \| Diego Camargo \| Colombie \| Colombia Tierra de Atletas-GW Bicicletas \| + 13 s \| \| 4e \| Óscar Sevilla \| Espagne \| Medellín \| + 15 s \| \| 5e \| Danny Osorio \| Colombie \| IDEA-Ind. Antioquia-FLA-Lot. Medellín \| + 17 s \| \| 6e \| Sebastián Castaño \| Colombie \| IDEA-Ind. Antioquia-FLA-Lot. Medellín \| + 32 s \| \| 7e \| Robinson Chalapud \| Colombie \| Medellín \| + 36 s \| \| 8e \| Aldemar Reyes \| Colombie \| EPM-Scott \| + 38 s \| \| 9e \| José Tito Hernández \| Colombie \| Medellín \| + 40 s \| \| 10e \| Marco Tulio Suesca \| Colombie \| Sundark Arawak \| + 43 s \| |                     |          |                                          |                  |
| |                     |          |                                          |                  |
| |                     |          |                                          |                  |
| Classement général |                     |          |                                          |                  |
| Coureur | Coureur             | Pays     | Équipe                                   | Temps            |
| 1er | Alexander Gil       | Colombie | EPM-Scott                                | 13 h 13 min 39 s |
| 2e | Juan Pablo Suárez   | Colombie | EPM-Scott                                | + 1 s            |
| 3e | Diego Camargo       | Colombie | Colombia Tierra de Atletas-GW Bicicletas | + 13 s           |
| 4e | Óscar Sevilla       | Espagne  | Medellín                                 | + 15 s           |
| 5e | Danny Osorio        | Colombie | IDEA-Ind. Antioquia-FLA-Lot. Medellín    | + 17 s           |
| 6e | Sebastián Castaño   | Colombie | IDEA-Ind. Antioquia-FLA-Lot. Medellín    | + 32 s           |
| 7e | Robinson Chalapud   | Colombie | Medellín                                 | + 36 s           |
| 8e | Aldemar Reyes       | Colombie | EPM-Scott                                | + 38 s           |
| 9e | José Tito Hernández | Colombie | Medellín                                 | + 40 s           |
| 10e | Marco Tulio Suesca  | Colombie | Sundark Arawak                           | + 43 s           |

| Classement général | Classement général  | Classement général | Classement général                       | Classement général |
| Coureur            | Coureur             | Pays               | Équipe                                   | Temps              |
| ------------------ | ------------------- | ------------------ | ---------------------------------------- | ------------------ |
| 1er                | Alexander Gil       | Colombie           | EPM-Scott                                | 13 h 13 min 39 s   |
| 2e                 | Juan Pablo Suárez   | Colombie           | EPM-Scott                                | + 1 s              |
| 3e                 | Diego Camargo       | Colombie           | Colombia Tierra de Atletas-GW Bicicletas | + 13 s             |
| 4e                 | Óscar Sevilla       | Espagne            | Medellín                                 | + 15 s             |
| 5e                 | Danny Osorio        | Colombie           | IDEA-Ind. Antioquia-FLA-Lot. Medellín    | + 17 s             |
| 6e                 | Sebastián Castaño   | Colombie           | IDEA-Ind. Antioquia-FLA-Lot. Medellín    | + 32 s             |
| 7e                 | Robinson Chalapud   | Colombie           | Medellín                                 | + 36 s             |
| 8e                 | Aldemar Reyes       | Colombie           | EPM-Scott                                | + 38 s             |
| 9e                 | José Tito Hernández | Colombie           | Medellín                                 | + 40 s             |
| 10e                | Marco Tulio Suesca  | Colombie           | Sundark Arawak                           | + 43 s             |

Les 122 concurrents encore en liste ont à parcourir quatorze fois un circuit à Ibagué, capitale du département du Tolima. Au bout des 103 kilomètres prévus, la victoire d'un sprinteur est pressentie.
Le premier tour est effectué à une vitesse neutralisée pour que les participants reconnaissent le parcours et se livrent à plein lors des treize autres tours restants. Après quelques kilomètres, Daniel Jaramillo, Wilson Rodríguez, Cristian Quintero, Diyer Jiménez et Jaime Castañeda s'échappent. Ils obtiennent à peine une quinzaine de secondes d'avance et sont repris rapidement. Lors du quatrième tour, Nicolás Paredes, Didier Chaparro, Darwin Atapuma, Daniel Arroyave et Diyer Rincón tentent d'animer la course. S'unissent à eux Adrián Bustamante, Óscar Quiroz, Juan Diego Hoyos, César Suárez, Brayan Sánchez, Bryan Gómez, Jordan Tabares, Jhon Anderson Rodríguez et Rafael Hernández. L'écart augmente peu à peu mais le peloton réagit et ne leur permet pas plus de 1 min 5 s d'avance. Ce qui permet, cependant, à Didier Chaparro de flirter avec le maillot orange de leader.
Les quelques secondes de bonifications attribuées dans les sprints intermédiaires rend nerveux le début de course. Ainsi au quatrième tour, lors du premier, Fabio Duarte glane trois secondes et Juan Pablo Suárez, une. Ce qui replace ce dernier à une seconde de son coéquipier et leader de la course Alexander Gil. Aux huitième et douzième, Juan Diego Hoyos, leader de ce classement annexe, s'impose dans les sprints spéciaux, à chaque fois devant Brayan Sánchez.
Dans le dernier tour, quatre hommes de la fugue sont encore devant. Cependant, la mauvaise entente qui règne entre Juan Diego Hoyos, Brayan Sánchez, Didier Chaparro et Darwin Atapuma a raison de leur tentative. À moins de cinq cent mètres de la ligne, le peloton les rejoint,, les obligeant à lancer le sprint de loin. Le premier en action est Didier Chaparro, puis Brayan Sánchez le déborde. Carlos Chía profite de son sillage pour le dépasser, il semble avoir course gagnée quand Nelson Soto réussit à le sauter sur la ligne ; Sánchez terminant troisième.
Aucun changement notable n'est à constater au classement général.

### 5eétape
17 novembre Ibagué - Picaleña - Buenos Aires - retour bifurcation Variante de Chicoral - Ibagué - Alto de La Línea (es)
Salvador Moreno remporte cette étape et Diego Camargo prend la tête du classement général.
| \| Classement de l'étape \| Classement de l'étape \| Classement de l'étape \| Classement de l'étape \| Classement de l'étape \| \| Coureur \| Coureur \| Pays \| Équipe \| Temps \| \| --------------------- \| ------------------------- \| --------------------- \| ---------------------------------------- \| --------------------- \| \| 1er \| Salvador Moreno Hernández \| Colombie \| EBSA Empresa de Energía Boyacá \| 3 h 31 min 42 s \| \| 2e \| Diego Camargo \| Colombie \| Colombia Tierra de Atletas-GW Bicicletas \| + 1 s \| \| 3e \| Juan Pablo Suárez \| Colombie \| EPM-Scott \| + 34 s \| \| 4e \| Danny Osorio \| Colombie \| IDEA-Ind. Antioquia-FLA-Lot. Medellín \| + 34 s \| \| 5e \| Alexander Gil \| Colombie \| EPM-Scott \| + 48 s \| \| 6e \| Óscar Sevilla \| Espagne \| Medellín \| + 48 s \| \| 7e \| Hernán Aguirre \| Colombie \| Colombia Tierra de Atletas-GW Bicicletas \| + 1 min 10 s \| \| 8e \| Robinson Chalapud \| Colombie \| Medellín \| + 1 min 10 s \| \| 9e \| Carlos Herney Soler \| Colombie \| EBSA Empresa de Energía Boyacá \| + 1 min 18 s \| \| 10e \| Edgar Pinzón \| Colombie \| Sundark Arawak \| + 1 min 18 s \| |                           |          |                                          |                 |
| |                           |          |                                          |                 |
| |                           |          |                                          |                 |
| Classement de l'étape |                           |          |                                          |                 |
| Coureur | Coureur                   | Pays     | Équipe                                   | Temps           |
| 1er | Salvador Moreno Hernández | Colombie | EBSA Empresa de Energía Boyacá           | 3 h 31 min 42 s |
| 2e | Diego Camargo             | Colombie | Colombia Tierra de Atletas-GW Bicicletas | + 1 s           |
| 3e | Juan Pablo Suárez         | Colombie | EPM-Scott                                | + 34 s          |
| 4e | Danny Osorio              | Colombie | IDEA-Ind. Antioquia-FLA-Lot. Medellín    | + 34 s          |
| 5e | Alexander Gil             | Colombie | EPM-Scott                                | + 48 s          |
| 6e | Óscar Sevilla             | Espagne  | Medellín                                 | + 48 s          |
| 7e | Hernán Aguirre            | Colombie | Colombia Tierra de Atletas-GW Bicicletas | + 1 min 10 s    |
| 8e | Robinson Chalapud         | Colombie | Medellín                                 | + 1 min 10 s    |
| 9e | Carlos Herney Soler       | Colombie | EBSA Empresa de Energía Boyacá           | + 1 min 18 s    |
| 10e | Edgar Pinzón              | Colombie | Sundark Arawak                           | + 1 min 18 s    |

| Classement de l'étape | Classement de l'étape     | Classement de l'étape | Classement de l'étape                    | Classement de l'étape |
| Coureur               | Coureur                   | Pays                  | Équipe                                   | Temps                 |
| --------------------- | ------------------------- | --------------------- | ---------------------------------------- | --------------------- |
| 1er                   | Salvador Moreno Hernández | Colombie              | EBSA Empresa de Energía Boyacá           | 3 h 31 min 42 s       |
| 2e                    | Diego Camargo             | Colombie              | Colombia Tierra de Atletas-GW Bicicletas | + 1 s                 |
| 3e                    | Juan Pablo Suárez         | Colombie              | EPM-Scott                                | + 34 s                |
| 4e                    | Danny Osorio              | Colombie              | IDEA-Ind. Antioquia-FLA-Lot. Medellín    | + 34 s                |
| 5e                    | Alexander Gil             | Colombie              | EPM-Scott                                | + 48 s                |
| 6e                    | Óscar Sevilla             | Espagne               | Medellín                                 | + 48 s                |
| 7e                    | Hernán Aguirre            | Colombie              | Colombia Tierra de Atletas-GW Bicicletas | + 1 min 10 s          |
| 8e                    | Robinson Chalapud         | Colombie              | Medellín                                 | + 1 min 10 s          |
| 9e                    | Carlos Herney Soler       | Colombie              | EBSA Empresa de Energía Boyacá           | + 1 min 18 s          |
| 10e                   | Edgar Pinzón              | Colombie              | Sundark Arawak                           | + 1 min 18 s          |

| \| Classement général \| Classement général \| Classement général \| Classement général \| Classement général \| \| Coureur \| Coureur \| Pays \| Équipe \| Temps \| \| ------------------ \| ------------------------- \| ------------------ \| ---------------------------------------- \| ------------------ \| \| 1er \| Diego Camargo \| Colombie \| Colombia Tierra de Atletas-GW Bicicletas \| 16 h 45 min 29 s \| \| 2e \| Juan Pablo Suárez \| Colombie \| EPM-Scott \| + 23 s \| \| 3e \| Alexander Gil \| Colombie \| EPM-Scott \| + 40 s \| \| 4e \| Danny Osorio \| Colombie \| IDEA-Ind. Antioquia-FLA-Lot. Medellín \| + 43 s \| \| 5e \| Óscar Sevilla \| Espagne \| Medellín \| + 55 s \| \| 6e \| Salvador Moreno Hernández \| Colombie \| EBSA Empresa de Energía Boyacá \| + 1 min 03 s \| \| 7e \| Robinson Chalapud \| Colombie \| Medellín \| + 1 min 38 s \| \| 8e \| Hernán Aguirre \| Colombie \| Colombia Tierra de Atletas-GW Bicicletas \| + 1 min 45 s \| \| 9e \| Carlos Herney Soler \| Colombie \| EBSA Empresa de Energía Boyacá \| + 2 min 24 s \| \| 10e \| Aristóbulo Cala \| Colombie \| Sundark Arawak \| + 2 min 36 s \| |                           |          |                                          |                  |
| |                           |          |                                          |                  |
| |                           |          |                                          |                  |
| Classement général |                           |          |                                          |                  |
| Coureur | Coureur                   | Pays     | Équipe                                   | Temps            |
| 1er | Diego Camargo             | Colombie | Colombia Tierra de Atletas-GW Bicicletas | 16 h 45 min 29 s |
| 2e | Juan Pablo Suárez         | Colombie | EPM-Scott                                | + 23 s           |
| 3e | Alexander Gil             | Colombie | EPM-Scott                                | + 40 s           |
| 4e | Danny Osorio              | Colombie | IDEA-Ind. Antioquia-FLA-Lot. Medellín    | + 43 s           |
| 5e | Óscar Sevilla             | Espagne  | Medellín                                 | + 55 s           |
| 6e | Salvador Moreno Hernández | Colombie | EBSA Empresa de Energía Boyacá           | + 1 min 03 s     |
| 7e | Robinson Chalapud         | Colombie | Medellín                                 | + 1 min 38 s     |
| 8e | Hernán Aguirre            | Colombie | Colombia Tierra de Atletas-GW Bicicletas | + 1 min 45 s     |
| 9e | Carlos Herney Soler       | Colombie | EBSA Empresa de Energía Boyacá           | + 2 min 24 s     |
| 10e | Aristóbulo Cala           | Colombie | Sundark Arawak                           | + 2 min 36 s     |

| Classement général | Classement général        | Classement général | Classement général                       | Classement général |
| Coureur            | Coureur                   | Pays               | Équipe                                   | Temps              |
| ------------------ | ------------------------- | ------------------ | ---------------------------------------- | ------------------ |
| 1er                | Diego Camargo             | Colombie           | Colombia Tierra de Atletas-GW Bicicletas | 16 h 45 min 29 s   |
| 2e                 | Juan Pablo Suárez         | Colombie           | EPM-Scott                                | + 23 s             |
| 3e                 | Alexander Gil             | Colombie           | EPM-Scott                                | + 40 s             |
| 4e                 | Danny Osorio              | Colombie           | IDEA-Ind. Antioquia-FLA-Lot. Medellín    | + 43 s             |
| 5e                 | Óscar Sevilla             | Espagne            | Medellín                                 | + 55 s             |
| 6e                 | Salvador Moreno Hernández | Colombie           | EBSA Empresa de Energía Boyacá           | + 1 min 03 s       |
| 7e                 | Robinson Chalapud         | Colombie           | Medellín                                 | + 1 min 38 s       |
| 8e                 | Hernán Aguirre            | Colombie           | Colombia Tierra de Atletas-GW Bicicletas | + 1 min 45 s       |
| 9e                 | Carlos Herney Soler       | Colombie           | EBSA Empresa de Energía Boyacá           | + 2 min 24 s       |
| 10e                | Aristóbulo Cala           | Colombie           | Sundark Arawak                           | + 2 min 36 s       |

Avec cette cinquième étape, qui se déroule entièrement dans le département du Tolima, le peloton fait connaissance avec la haute montagne. Les 121 concurrents encore en course partent de la capitale Ibagué pour 122,8 kilomètres, prennent la route nationale 40 (es) en direction du S.O. font demi-tour, repassent dans l'agglomération du chef-lieu du Tolima et terminent par l'ascension de l'Alto de La Línea (es), terme de la journée, où le classement est promis à des bouleversements.
Après à peine vingt minutes de course, un trio se forme en tête de la course. Juan Diego Hoyos et les deux coéquipiers de chez Supergiros, Bryan Gómez et Alejandro Ruiz, se disputent les trois sprints bonifications. Hoyos passe en tête aux deux premiers et conforte ainsi sa place au sommet de ce classement annexe. Ils obtiennent plus de deux minutes d'avance sur le peloton. Après une première tentative de jonction par un petit groupe, cinq hommes se réunissent et chassent derrière le trio. Weimar Roldán (Team Medellín), Johan Colón (Idea – Indeportes Antioquia), Daniel Arroyave (UAE Team Colombia), Carlos Chía (Colnago) et Nelson Soto (Colombia Tierra de Atletas GW) impriment un tel rythme qu'ils reprennent Hoyos, qui avait crevé puis le duo de Supergiros.
Avec les premières ascensions du jour se terminent la fugue. Les éclaireurs sont absorbés au pied de la montée de l'Alto de Perico, où le peloton perd de nombreuses unités. Douze coureurs, Cristhian Montoya, Brayan Sánchez, Nicolás Paredes et encore Weimar Roldán (Team Medellín), Alejandro Ruiz (Supergiros), Kevin Cano et Johan Colón (Idea – Indeportes Antioquia), Óscar Duvián Galvis (EPM-Scott), Omar Mendoza (Colombia Tierra de Atletas), Juan Diego Hoyos (Colnago), George Tibaquirá (EBSA) et Óscar Pachón (Sundark), se projettent à l'avant de la course. Cristhian Montoya imprime un rythme soutenu et passe en tête au sommet devant le leader du classement des grimpeurs Óscar Pachón. L'échappée perd des unités et se retrouve avec huit hommes. Montoya continue sur sa lancée et s'isole en tête. Il passe ainsi en solitaire le sommet de l'Alto del Tigre, après avoir été victime d'une chute violente lors de la première étape. Bientôt, il ne reste plus que lui devant le peloton. Il est rejoint par ce qu'il en reste à huit kilomètres du but.
Trois mille mètres plus loin, Salvador Moreno et Germán Chaves s'isolent à l'avant, mais ce dernier ne peut suivre bien longtemps l'homme de la formation EBSA. À deux kilomètres de la ligne, Diego Camargo attaque avec pour objectif de réduire les treize secondes de retard qu'il compte au classement général. Personne ne peut le suivre et il rejoint Moreno. Ils font les derniers hectomètres ensemble même si Moreno attaque de loin pour s'adjuger l'étape. Camargo termine à une seconde.
Camargo se vêt, par la même occasion, du maillot orange de leader de la compétition ; Alexander Gil arrivant avec un retard de 48 s. Comme prévu des bouleversements ont lieu dans la hiérarchie du classement général. Si Juan Pablo Suárez est toujours deuxième, il a maintenant un retard de 23 s, sur un nouveau leader. Si Alexander Gil, Danny Osorio et Óscar Sevilla sont toujours dans les cinq premiers au classement général, ils ont un débours qui se chiffrent maintenant à 40 s, 43 s et 55 s. En ce qui concerne les autres favoris pré-cités même si Hernán Aguirre et Aristóbulo Cala font leur apparition dans le Top Ten, leur retard semble rédhibitoire. Tandis que Fabio Duarte et Darwin Atapuma, désormais à plus de trois minutes du maillot orange, ils n'ont plus que de maigres chances de s'imposer. Par ailleurs, Salvador Moreno profite de sa victoire pour se placer en tête du trophée des grimpeurs.

### 6eétape
18 novembre Armenia - La Tebaida - Quebrada Nueva - La Paila - Cartago - Dosquebradas - El Tambo
Yeison Rincón s'impose alors que Diego Camargo conserve son maillot de leader.
| \| Classement de l'étape \| Classement de l'étape \| Classement de l'étape \| Classement de l'étape \| Classement de l'étape \| \| Coureur \| Coureur \| Pays \| Équipe \| Temps \| \| --------------------- \| ----------------------- \| --------------------- \| ----------------------------- \| --------------------- \| \| 1er \| Yeison Rincón \| Colombie \| Sundark Arawak \| 3 h 15 min 11 s \| \| 2e \| Daniel Jaramillo \| Colombie \| \| + 0 s \| \| 3e \| Adrián Bustamante \| Colombie \| UAE Team Colombia \| + 0 s \| \| 4e \| Bernardo Suaza \| Colombie \| Equipo Continental Supergiros \| + 3 s \| \| 5e \| Jhon Anderson Rodríguez \| Colombie \| EPM-Scott \| + 8 s \| \| 6e \| Óscar Pachón \| Colombie \| Sundark Arawak \| + 15 s \| \| 7e \| Edwin Patiño \| Colombie \| Indeportes Boyacá Avanza-BRC \| + 25 s \| \| 8e \| Elkin Goyeneche \| Colombie \| Ingeniería de Vías \| + 25 s \| \| 9e \| Weimar Roldán \| Colombie \| Medellín \| + 31 s \| \| 10e \| Edwin Arango \| Colombie \| Equipo Continental Supergiros \| + 37 s \| |                         |          |                               |                 |
| |                         |          |                               |                 |
| |                         |          |                               |                 |
| Classement de l'étape |                         |          |                               |                 |
| Coureur | Coureur                 | Pays     | Équipe                        | Temps           |
| 1er | Yeison Rincón           | Colombie | Sundark Arawak                | 3 h 15 min 11 s |
| 2e | Daniel Jaramillo        | Colombie |                               | + 0 s           |
| 3e | Adrián Bustamante       | Colombie | UAE Team Colombia             | + 0 s           |
| 4e | Bernardo Suaza          | Colombie | Equipo Continental Supergiros | + 3 s           |
| 5e | Jhon Anderson Rodríguez | Colombie | EPM-Scott                     | + 8 s           |
| 6e | Óscar Pachón            | Colombie | Sundark Arawak                | + 15 s          |
| 7e | Edwin Patiño            | Colombie | Indeportes Boyacá Avanza-BRC  | + 25 s          |
| 8e | Elkin Goyeneche         | Colombie | Ingeniería de Vías            | + 25 s          |
| 9e | Weimar Roldán           | Colombie | Medellín                      | + 31 s          |
| 10e | Edwin Arango            | Colombie | Equipo Continental Supergiros | + 37 s          |

| Classement de l'étape | Classement de l'étape   | Classement de l'étape | Classement de l'étape         | Classement de l'étape |
| Coureur               | Coureur                 | Pays                  | Équipe                        | Temps                 |
| --------------------- | ----------------------- | --------------------- | ----------------------------- | --------------------- |
| 1er                   | Yeison Rincón           | Colombie              | Sundark Arawak                | 3 h 15 min 11 s       |
| 2e                    | Daniel Jaramillo        | Colombie              |                               | + 0 s                 |
| 3e                    | Adrián Bustamante       | Colombie              | UAE Team Colombia             | + 0 s                 |
| 4e                    | Bernardo Suaza          | Colombie              | Equipo Continental Supergiros | + 3 s                 |
| 5e                    | Jhon Anderson Rodríguez | Colombie              | EPM-Scott                     | + 8 s                 |
| 6e                    | Óscar Pachón            | Colombie              | Sundark Arawak                | + 15 s                |
| 7e                    | Edwin Patiño            | Colombie              | Indeportes Boyacá Avanza-BRC  | + 25 s                |
| 8e                    | Elkin Goyeneche         | Colombie              | Ingeniería de Vías            | + 25 s                |
| 9e                    | Weimar Roldán           | Colombie              | Medellín                      | + 31 s                |
| 10e                   | Edwin Arango            | Colombie              | Equipo Continental Supergiros | + 37 s                |

| \| Classement général \| Classement général \| Classement général \| Classement général \| Classement général \| \| Coureur \| Coureur \| Pays \| Équipe \| Temps \| \| ------------------ \| ------------------------- \| ------------------ \| ---------------------------------------- \| ------------------ \| \| 1er \| Diego Camargo \| Colombie \| Colombia Tierra de Atletas-GW Bicicletas \| 20 h 01 min 59 s \| \| 2e \| Juan Pablo Suárez \| Colombie \| EPM-Scott \| + 23 s \| \| 3e \| Alexander Gil \| Colombie \| EPM-Scott \| + 40 s \| \| 4e \| Danny Osorio \| Colombie \| IDEA-Ind. Antioquia-FLA-Lot. Medellín \| + 43 s \| \| 5e \| Óscar Sevilla \| Espagne \| Medellín \| + 55 s \| \| 6e \| Salvador Moreno Hernández \| Colombie \| EBSA Empresa de Energía Boyacá \| + 1 min 03 s \| \| 7e \| Robinson Chalapud \| Colombie \| Medellín \| + 1 min 38 s \| \| 8e \| Hernán Aguirre \| Colombie \| Colombia Tierra de Atletas-GW Bicicletas \| + 1 min 45 s \| \| 9e \| Carlos Herney Soler \| Colombie \| EBSA Empresa de Energía Boyacá \| + 2 min 24 s \| \| 10e \| Aristóbulo Cala \| Colombie \| Sundark Arawak \| + 2 min 36 s \| |                           |          |                                          |                  |
| |                           |          |                                          |                  |
| |                           |          |                                          |                  |
| Classement général |                           |          |                                          |                  |
| Coureur | Coureur                   | Pays     | Équipe                                   | Temps            |
| 1er | Diego Camargo             | Colombie | Colombia Tierra de Atletas-GW Bicicletas | 20 h 01 min 59 s |
| 2e | Juan Pablo Suárez         | Colombie | EPM-Scott                                | + 23 s           |
| 3e | Alexander Gil             | Colombie | EPM-Scott                                | + 40 s           |
| 4e | Danny Osorio              | Colombie | IDEA-Ind. Antioquia-FLA-Lot. Medellín    | + 43 s           |
| 5e | Óscar Sevilla             | Espagne  | Medellín                                 | + 55 s           |
| 6e | Salvador Moreno Hernández | Colombie | EBSA Empresa de Energía Boyacá           | + 1 min 03 s     |
| 7e | Robinson Chalapud         | Colombie | Medellín                                 | + 1 min 38 s     |
| 8e | Hernán Aguirre            | Colombie | Colombia Tierra de Atletas-GW Bicicletas | + 1 min 45 s     |
| 9e | Carlos Herney Soler       | Colombie | EBSA Empresa de Energía Boyacá           | + 2 min 24 s     |
| 10e | Aristóbulo Cala           | Colombie | Sundark Arawak                           | + 2 min 36 s     |

| Classement général | Classement général        | Classement général | Classement général                       | Classement général |
| Coureur            | Coureur                   | Pays               | Équipe                                   | Temps              |
| ------------------ | ------------------------- | ------------------ | ---------------------------------------- | ------------------ |
| 1er                | Diego Camargo             | Colombie           | Colombia Tierra de Atletas-GW Bicicletas | 20 h 01 min 59 s   |
| 2e                 | Juan Pablo Suárez         | Colombie           | EPM-Scott                                | + 23 s             |
| 3e                 | Alexander Gil             | Colombie           | EPM-Scott                                | + 40 s             |
| 4e                 | Danny Osorio              | Colombie           | IDEA-Ind. Antioquia-FLA-Lot. Medellín    | + 43 s             |
| 5e                 | Óscar Sevilla             | Espagne            | Medellín                                 | + 55 s             |
| 6e                 | Salvador Moreno Hernández | Colombie           | EBSA Empresa de Energía Boyacá           | + 1 min 03 s       |
| 7e                 | Robinson Chalapud         | Colombie           | Medellín                                 | + 1 min 38 s       |
| 8e                 | Hernán Aguirre            | Colombie           | Colombia Tierra de Atletas-GW Bicicletas | + 1 min 45 s       |
| 9e                 | Carlos Herney Soler       | Colombie           | EBSA Empresa de Energía Boyacá           | + 2 min 24 s       |
| 10e                | Aristóbulo Cala           | Colombie           | Sundark Arawak                           | + 2 min 36 s       |

La sixième étape commence à Armenia, capitale du Quindío et amène les 121 participants, encore en course, dans le département de Risaralda, à Santa Rosa de Cabal, au belvédère El Tambo, après 145,4 kilomètres, trois sprints spéciaux et deux prix de la montagne.
Le début d'étape se fait sur un rythme endiablé, ce qui vouent à l'échec toutes les tentatives d'échappée. Au bout d'une cinquantaine de kilomètres, le premier sprint bonification voit Carlos Chía prendre le dessus. Dans la continuité, une échappée de douze se forme. Bernardo Suaza et Alejandro Ruiz (Supergiros) sont accompagnés de Daniel Jaramillo (Idea – Indeportes Antioquia), Edwin Sánchez et Yecid Sierra (Aguardiente Néctar), Yeison Rincón (Supergiros), Edwin Patiño (Boyacá Avanza), Julián Cardona (Colnago), Elkin Goyeneche (Ingeniería de Vías), Steven Cuesta et Óscar Pachón (Sundark), et enfin Sebastián Caro (Alcaldía La Vega). Dans un second temps, huit hommes, Weimar Roldán (Team Medellín), John Anderson Rodríguez (EPM-Scott), Adrián Bustamante (UAE Team Colombia), Jhonny Millán (Talentos Colombia), Pedro Herrera (EBSA), Cristian Bustos (Ingeniería de Vías), Yeison Chaparro (Sundark), Nicolás García et Edwin Arango (Fuerzas Armadas), se joignent à eux pour former une échappée nombreuse d'une vingtaine d'éléments. Ceux-ci se disputent entre eux le deuxième sprint bonification, où Steven Cuesta s'impose. Après deux heures de course à 51 km/h de moyenne, la fugue a 4 min 50 s d'avance. À partir de là, le peloton cherche à réduire l'écart alors que les échappés ont la volonté de terminer détachés. Ils se disputent entre eux le premier prix de la montagne, où Óscar Pachón passe en tête. Quatre hommes sortent du peloton pour se joindre aux fugueurs. Mais autant l'écart diminue, ni la contre-attaque, ni le peloton ne parviennent à faire la jonction avec les éclaireurs, qui restent dix-huit ou dix-neuf jusqu'aux derniers kilomètres. À cinq kilomètres de l'arrivée, Roldán et Millán tentent de s'isoler à l'avant mais sont rapidement contrôlés par leurs compagnons d'échappée. Deux mille mètres plus loin, John Anderson Rodríguez, Adrián Bustamante, Daniel Jaramillo, Bernardo Suaza et Yeison Rincón partent à la conquête de l'étape. Bustamante place un démarrage que Rincón contre. Il condamne les autres aux accessits, même si Jaramillo vient mourir dans sa roue ; Bustamante finissant troisième.
Le maigre peloton, avec en son sein le leader Diego Camargo, termine avec un retard de 1 min 19 s. Aucun changement n'est à constater dans les premières positions des différents classements.

### 7eétape
19 novembre Chinchiná - La Siria (es) - Manizales
Óscar Sevilla remporte l'étape et Diego Camargo se maintient en tête du classement général.
| \| Classement de l'étape \| Classement de l'étape \| Classement de l'étape \| Classement de l'étape \| Classement de l'étape \| \| Coureur \| Coureur \| Pays \| Équipe \| Temps \| \| --------------------- \| --------------------- \| --------------------- \| ---------------------------------------- \| --------------------- \| \| 1er \| Óscar Sevilla \| Espagne \| Medellín \| 43 min 36 s \| \| 2e \| Diego Camargo \| Colombie \| Colombia Tierra de Atletas-GW Bicicletas \| + 22 s \| \| 3e \| Danny Osorio \| Colombie \| IDEA-Ind. Antioquia-FLA-Lot. Medellín \| + 32 s \| \| 4e \| Juan Pablo Suárez \| Colombie \| EPM-Scott \| + 55 s \| \| 5e \| José Tito Hernández \| Colombie \| Medellín \| + 56 s \| \| 6e \| Brayan Sánchez \| Colombie \| Medellín \| + 1 min 13 s \| \| 7e \| Fabio Duarte \| Colombie \| Medellín \| + 1 min 20 s \| \| 8e \| Aldemar Reyes \| Colombie \| EPM-Scott \| + 1 min 22 s \| \| 9e \| Alexander Gil \| Colombie \| EPM-Scott \| + 1 min 31 s \| \| 10e \| George Tibaquirá \| Colombie \| Sundark Arawak \| + 1 min 36 s \| |                     |          |                                          |              |
| |                     |          |                                          |              |
| |                     |          |                                          |              |
| Classement de l'étape |                     |          |                                          |              |
| Coureur | Coureur             | Pays     | Équipe                                   | Temps        |
| 1er | Óscar Sevilla       | Espagne  | Medellín                                 | 43 min 36 s  |
| 2e | Diego Camargo       | Colombie | Colombia Tierra de Atletas-GW Bicicletas | + 22 s       |
| 3e | Danny Osorio        | Colombie | IDEA-Ind. Antioquia-FLA-Lot. Medellín    | + 32 s       |
| 4e | Juan Pablo Suárez   | Colombie | EPM-Scott                                | + 55 s       |
| 5e | José Tito Hernández | Colombie | Medellín                                 | + 56 s       |
| 6e | Brayan Sánchez      | Colombie | Medellín                                 | + 1 min 13 s |
| 7e | Fabio Duarte        | Colombie | Medellín                                 | + 1 min 20 s |
| 8e | Aldemar Reyes       | Colombie | EPM-Scott                                | + 1 min 22 s |
| 9e | Alexander Gil       | Colombie | EPM-Scott                                | + 1 min 31 s |
| 10e | George Tibaquirá    | Colombie | Sundark Arawak                           | + 1 min 36 s |

| Classement de l'étape | Classement de l'étape | Classement de l'étape | Classement de l'étape                    | Classement de l'étape |
| Coureur               | Coureur               | Pays                  | Équipe                                   | Temps                 |
| --------------------- | --------------------- | --------------------- | ---------------------------------------- | --------------------- |
| 1er                   | Óscar Sevilla         | Espagne               | Medellín                                 | 43 min 36 s           |
| 2e                    | Diego Camargo         | Colombie              | Colombia Tierra de Atletas-GW Bicicletas | + 22 s                |
| 3e                    | Danny Osorio          | Colombie              | IDEA-Ind. Antioquia-FLA-Lot. Medellín    | + 32 s                |
| 4e                    | Juan Pablo Suárez     | Colombie              | EPM-Scott                                | + 55 s                |
| 5e                    | José Tito Hernández   | Colombie              | Medellín                                 | + 56 s                |
| 6e                    | Brayan Sánchez        | Colombie              | Medellín                                 | + 1 min 13 s          |
| 7e                    | Fabio Duarte          | Colombie              | Medellín                                 | + 1 min 20 s          |
| 8e                    | Aldemar Reyes         | Colombie              | EPM-Scott                                | + 1 min 22 s          |
| 9e                    | Alexander Gil         | Colombie              | EPM-Scott                                | + 1 min 31 s          |
| 10e                   | George Tibaquirá      | Colombie              | Sundark Arawak                           | + 1 min 36 s          |

| \| Classement général \| Classement général \| Classement général \| Classement général \| Classement général \| \| Coureur \| Coureur \| Pays \| Équipe \| Temps \| \| ------------------ \| ------------------------- \| ------------------ \| ---------------------------------------- \| ------------------ \| \| 1er \| Diego Camargo \| Colombie \| Colombia Tierra de Atletas-GW Bicicletas \| 20 h 45 min 57 s \| \| 2e \| Óscar Sevilla \| Espagne \| Medellín \| + 33 s \| \| 3e \| Danny Osorio \| Colombie \| IDEA-Ind. Antioquia-FLA-Lot. Medellín \| + 53 s \| \| 4e \| Juan Pablo Suárez \| Colombie \| EPM-Scott \| + 56 s \| \| 5e \| Alexander Gil \| Colombie \| EPM-Scott \| + 1 min 49 s \| \| 6e \| Salvador Moreno Hernández \| Colombie \| EBSA Empresa de Energía Boyacá \| + 2 min 48 s \| \| 7e \| Hernán Aguirre \| Colombie \| Colombia Tierra de Atletas-GW Bicicletas \| + 3 min 17 s \| \| 8e \| Robinson Chalapud \| Colombie \| Medellín \| + 4 min 06 s \| \| 9e \| Fabio Duarte \| Colombie \| Medellín \| + 4 min 14 s \| \| 10e \| Didier Chaparro \| Colombie \| IDEA-Ind. Antioquia-FLA-Lot. Medellín \| + 5 min 06 s \| |                           |          |                                          |                  |
| |                           |          |                                          |                  |
| |                           |          |                                          |                  |
| Classement général |                           |          |                                          |                  |
| Coureur | Coureur                   | Pays     | Équipe                                   | Temps            |
| 1er | Diego Camargo             | Colombie | Colombia Tierra de Atletas-GW Bicicletas | 20 h 45 min 57 s |
| 2e | Óscar Sevilla             | Espagne  | Medellín                                 | + 33 s           |
| 3e | Danny Osorio              | Colombie | IDEA-Ind. Antioquia-FLA-Lot. Medellín    | + 53 s           |
| 4e | Juan Pablo Suárez         | Colombie | EPM-Scott                                | + 56 s           |
| 5e | Alexander Gil             | Colombie | EPM-Scott                                | + 1 min 49 s     |
| 6e | Salvador Moreno Hernández | Colombie | EBSA Empresa de Energía Boyacá           | + 2 min 48 s     |
| 7e | Hernán Aguirre            | Colombie | Colombia Tierra de Atletas-GW Bicicletas | + 3 min 17 s     |
| 8e | Robinson Chalapud         | Colombie | Medellín                                 | + 4 min 06 s     |
| 9e | Fabio Duarte              | Colombie | Medellín                                 | + 4 min 14 s     |
| 10e | Didier Chaparro           | Colombie | IDEA-Ind. Antioquia-FLA-Lot. Medellín    | + 5 min 06 s     |

| Classement général | Classement général        | Classement général | Classement général                       | Classement général |
| Coureur            | Coureur                   | Pays               | Équipe                                   | Temps              |
| ------------------ | ------------------------- | ------------------ | ---------------------------------------- | ------------------ |
| 1er                | Diego Camargo             | Colombie           | Colombia Tierra de Atletas-GW Bicicletas | 20 h 45 min 57 s   |
| 2e                 | Óscar Sevilla             | Espagne            | Medellín                                 | + 33 s             |
| 3e                 | Danny Osorio              | Colombie           | IDEA-Ind. Antioquia-FLA-Lot. Medellín    | + 53 s             |
| 4e                 | Juan Pablo Suárez         | Colombie           | EPM-Scott                                | + 56 s             |
| 5e                 | Alexander Gil             | Colombie           | EPM-Scott                                | + 1 min 49 s       |
| 6e                 | Salvador Moreno Hernández | Colombie           | EBSA Empresa de Energía Boyacá           | + 2 min 48 s       |
| 7e                 | Hernán Aguirre            | Colombie           | Colombia Tierra de Atletas-GW Bicicletas | + 3 min 17 s       |
| 8e                 | Robinson Chalapud         | Colombie           | Medellín                                 | + 4 min 06 s       |
| 9e                 | Fabio Duarte              | Colombie           | Medellín                                 | + 4 min 14 s       |
| 10e                | Didier Chaparro           | Colombie           | IDEA-Ind. Antioquia-FLA-Lot. Medellín    | + 5 min 06 s       |

La septième étape est une cronoescalada, un contre-la-montre en côte. Les 121 rescapés partent de Chinchiná pour terminer l'exercice par l'ascension, classée en première catégorie, de l'Alto de Chipre à Manizales, après 22,2 kilomètres d'un effort intense. Des bouleversements sont attendus au classement général.
John Celis est le premier coureur à s'élancer. Jeislen Prieto est le premier à réaliser un temps de référence en 47 min 16 s. Il est pour un moment en tête du classement jusqu'à ce que John Anderson Rodríguez franchisse la ligne en 46 min 35 s. Le coureur local se fait déposséder de la première place provisoire par Óscar Fernández (46 min 16 s), qui lui même voit Carlos Gutiérrez réussir 45 min 46 s. Brayan Sánchez devient le meilleur temps provisoire avec 44 min 49 s. Cette performance lui permettra d'obtenir la sixième place finale. Un autre membre du Team Medellín lui subtilise sa position préférentielle. José Tito Hernández réussit 44 min 32 s. Il terminera cinquième. Óscar Sevilla, pourtant âgé de 44 ans, réussit 43 min 36 s. Ce temps lui offre la première place au classement provisoire. Les quatre derniers concurrents à en terminer ne réussiront pas à améliorer son "chrono" et le Colombo-espagnol remporte l'étape. Diego Camargo termine deuxième, défendant avec succès sa position de leader. Danny Osorio finit, quant à lui, troisième à trente-deux secondes du vainqueur.
Au classement général les cinq premiers au général sont toujours les mêmes. Cependant les deux coureurs EPM-Scott Juan Pablo Suárez et Alexander Gil chutent du podium où Óscar Sevilla et Danny Osorio les délogent, à la faveur d'un bien meilleur "chrono". Le tenant du titre Fabio Duarte fait son apparition dans le Top Ten mais a plus de quatre minutes de retard sur Diego Camargo. Ce dernier non seulement assoit sa position en tête du classement général mais subtilise également le maillot blanc à pois bleus de meilleur grimpeur.

### 8eétape
20 novembre Manizales - La Siria (es) - Chinchiná - Dosquebradas - Pereira - Obando - retour - Cerritos - Belalcázar
José Tito Hernández remporte l'étape tandis que Diego Camargo conserve le maillot orange de leader du classement général.
| \| Classement de l'étape \| Classement de l'étape \| Classement de l'étape \| Classement de l'étape \| Classement de l'étape \| \| Coureur \| Coureur \| Pays \| Équipe \| Temps \| \| --------------------- \| ----------------------- \| --------------------- \| ---------------------------------------- \| --------------------- \| \| 1er \| José Tito Hernández \| Colombie \| Medellín \| 3 h 38 min 45 s \| \| 2e \| Didier Chaparro \| Colombie \| IDEA-Ind. Antioquia-FLA-Lot. Medellín \| + 2 s \| \| 3e \| Sebastián Castaño \| Colombie \| IDEA-Ind. Antioquia-FLA-Lot. Medellín \| + 1 min 21 s \| \| 4e \| Juan Pablo Vallejo Ríos \| Colombie \| UAE Team Colombia \| + 1 min 36 s \| \| 5e \| Bernardo Suaza \| Colombie \| Equipo Continental Supergiros \| + 2 min 01 s \| \| 6e \| Juan Pablo Suárez \| Colombie \| EPM-Scott \| + 3 min 27 s \| \| 7e \| Óscar Sevilla \| Espagne \| Medellín \| + 3 min 27 s \| \| 8e \| Diego Camargo \| Colombie \| Colombia Tierra de Atletas-GW Bicicletas \| + 3 min 27 s \| \| 9e \| Danny Osorio \| Colombie \| IDEA-Ind. Antioquia-FLA-Lot. Medellín \| + 3 min 27 s \| \| 10e \| Aldemar Reyes \| Colombie \| EPM-Scott \| + 3 min 38 s \| |                         |          |                                          |                 |
| |                         |          |                                          |                 |
| |                         |          |                                          |                 |
| Classement de l'étape |                         |          |                                          |                 |
| Coureur | Coureur                 | Pays     | Équipe                                   | Temps           |
| 1er | José Tito Hernández     | Colombie | Medellín                                 | 3 h 38 min 45 s |
| 2e | Didier Chaparro         | Colombie | IDEA-Ind. Antioquia-FLA-Lot. Medellín    | + 2 s           |
| 3e | Sebastián Castaño       | Colombie | IDEA-Ind. Antioquia-FLA-Lot. Medellín    | + 1 min 21 s    |
| 4e | Juan Pablo Vallejo Ríos | Colombie | UAE Team Colombia                        | + 1 min 36 s    |
| 5e | Bernardo Suaza          | Colombie | Equipo Continental Supergiros            | + 2 min 01 s    |
| 6e | Juan Pablo Suárez       | Colombie | EPM-Scott                                | + 3 min 27 s    |
| 7e | Óscar Sevilla           | Espagne  | Medellín                                 | + 3 min 27 s    |
| 8e | Diego Camargo           | Colombie | Colombia Tierra de Atletas-GW Bicicletas | + 3 min 27 s    |
| 9e | Danny Osorio            | Colombie | IDEA-Ind. Antioquia-FLA-Lot. Medellín    | + 3 min 27 s    |
| 10e | Aldemar Reyes           | Colombie | EPM-Scott                                | + 3 min 38 s    |

| Classement de l'étape | Classement de l'étape   | Classement de l'étape | Classement de l'étape                    | Classement de l'étape |
| Coureur               | Coureur                 | Pays                  | Équipe                                   | Temps                 |
| --------------------- | ----------------------- | --------------------- | ---------------------------------------- | --------------------- |
| 1er                   | José Tito Hernández     | Colombie              | Medellín                                 | 3 h 38 min 45 s       |
| 2e                    | Didier Chaparro         | Colombie              | IDEA-Ind. Antioquia-FLA-Lot. Medellín    | + 2 s                 |
| 3e                    | Sebastián Castaño       | Colombie              | IDEA-Ind. Antioquia-FLA-Lot. Medellín    | + 1 min 21 s          |
| 4e                    | Juan Pablo Vallejo Ríos | Colombie              | UAE Team Colombia                        | + 1 min 36 s          |
| 5e                    | Bernardo Suaza          | Colombie              | Equipo Continental Supergiros            | + 2 min 01 s          |
| 6e                    | Juan Pablo Suárez       | Colombie              | EPM-Scott                                | + 3 min 27 s          |
| 7e                    | Óscar Sevilla           | Espagne               | Medellín                                 | + 3 min 27 s          |
| 8e                    | Diego Camargo           | Colombie              | Colombia Tierra de Atletas-GW Bicicletas | + 3 min 27 s          |
| 9e                    | Danny Osorio            | Colombie              | IDEA-Ind. Antioquia-FLA-Lot. Medellín    | + 3 min 27 s          |
| 10e                   | Aldemar Reyes           | Colombie              | EPM-Scott                                | + 3 min 38 s          |

| \| Classement général \| Classement général \| Classement général \| Classement général \| Classement général \| \| Coureur \| Coureur \| Pays \| Équipe \| Temps \| \| ------------------ \| ------------------------- \| ------------------ \| ---------------------------------------- \| ------------------ \| \| 1er \| Diego Camargo \| Colombie \| Colombia Tierra de Atletas-GW Bicicletas \| 24 h 28 min 09 s \| \| 2e \| Óscar Sevilla \| Espagne \| Medellín \| + 33 s \| \| 3e \| Danny Osorio \| Colombie \| IDEA-Ind. Antioquia-FLA-Lot. Medellín \| + 53 s \| \| 4e \| Juan Pablo Suárez \| Colombie \| EPM-Scott \| + 56 s \| \| 5e \| Didier Chaparro \| Colombie \| IDEA-Ind. Antioquia-FLA-Lot. Medellín \| + 1 min 34 s \| \| 6e \| Alexander Gil \| Colombie \| EPM-Scott \| + 2 min 01 s \| \| 7e \| José Tito Hernández \| Colombie \| Medellín \| + 3 min 38 s \| \| 8e \| Salvador Moreno Hernández \| Colombie \| EBSA Empresa de Energía Boyacá \| + 4 min 43 s \| \| 9e \| Sebastián Castaño \| Colombie \| IDEA-Ind. Antioquia-FLA-Lot. Medellín \| + 4 min 51 s \| \| 10e \| Aldemar Reyes \| Colombie \| EPM-Scott \| + 5 min 20 s \| |                           |          |                                          |                  |
| |                           |          |                                          |                  |
| |                           |          |                                          |                  |
| Classement général |                           |          |                                          |                  |
| Coureur | Coureur                   | Pays     | Équipe                                   | Temps            |
| 1er | Diego Camargo             | Colombie | Colombia Tierra de Atletas-GW Bicicletas | 24 h 28 min 09 s |
| 2e | Óscar Sevilla             | Espagne  | Medellín                                 | + 33 s           |
| 3e | Danny Osorio              | Colombie | IDEA-Ind. Antioquia-FLA-Lot. Medellín    | + 53 s           |
| 4e | Juan Pablo Suárez         | Colombie | EPM-Scott                                | + 56 s           |
| 5e | Didier Chaparro           | Colombie | IDEA-Ind. Antioquia-FLA-Lot. Medellín    | + 1 min 34 s     |
| 6e | Alexander Gil             | Colombie | EPM-Scott                                | + 2 min 01 s     |
| 7e | José Tito Hernández       | Colombie | Medellín                                 | + 3 min 38 s     |
| 8e | Salvador Moreno Hernández | Colombie | EBSA Empresa de Energía Boyacá           | + 4 min 43 s     |
| 9e | Sebastián Castaño         | Colombie | IDEA-Ind. Antioquia-FLA-Lot. Medellín    | + 4 min 51 s     |
| 10e | Aldemar Reyes             | Colombie | EPM-Scott                                | + 5 min 20 s     |

| Classement général | Classement général        | Classement général | Classement général                       | Classement général |
| Coureur            | Coureur                   | Pays               | Équipe                                   | Temps              |
| ------------------ | ------------------------- | ------------------ | ---------------------------------------- | ------------------ |
| 1er                | Diego Camargo             | Colombie           | Colombia Tierra de Atletas-GW Bicicletas | 24 h 28 min 09 s   |
| 2e                 | Óscar Sevilla             | Espagne            | Medellín                                 | + 33 s             |
| 3e                 | Danny Osorio              | Colombie           | IDEA-Ind. Antioquia-FLA-Lot. Medellín    | + 53 s             |
| 4e                 | Juan Pablo Suárez         | Colombie           | EPM-Scott                                | + 56 s             |
| 5e                 | Didier Chaparro           | Colombie           | IDEA-Ind. Antioquia-FLA-Lot. Medellín    | + 1 min 34 s       |
| 6e                 | Alexander Gil             | Colombie           | EPM-Scott                                | + 2 min 01 s       |
| 7e                 | José Tito Hernández       | Colombie           | Medellín                                 | + 3 min 38 s       |
| 8e                 | Salvador Moreno Hernández | Colombie           | EBSA Empresa de Energía Boyacá           | + 4 min 43 s       |
| 9e                 | Sebastián Castaño         | Colombie           | IDEA-Ind. Antioquia-FLA-Lot. Medellín    | + 4 min 51 s       |
| 10e                | Aldemar Reyes             | Colombie           | EPM-Scott                                | + 5 min 20 s       |

Bien que les coureurs partent et arrivent dans deux municipalités du département de Caldas, ils visitent au long des 163,3 kilomètres ceux également de Risaralda et de Valle del Cauca. La formation Sundark Arawak ne prend pas le départ en raison de cas de Covid en son sein.
Les coureurs descendent de Manizales à allure contrôlée jusqu'à Chinchiná, où se dispute le premier sprint intermédiaire de la journée. Après le premier col du jour (l'Alto El Jazmín), quatorze coureurs prennent les devants. Des hommes comme José Tito Hernández (Team Medellín), Bernardo Suaza (Supergiros), Juan Pablo Vallejo (UAE Team Colombia), Didier Chaparro et Sebastián Castaño (Idea-Indeportes Antioquia) ou Juan Diego Hoyos (Colnago) en font partie. Hoyos en profite pour remporter le deuxième sprint intermédiaire et assurer définitivement le maillot vert de leader de ce classement annexe.
Le peloton laisse aux échappés jusqu'à 7 min 30 s d'avance. Ainsi, à ce moment de la course, Diego Camargo perd son maillot orange au profit de Didier Chaparro. L'équipe Colombia Tierra de Atletas-GW prend les choses en main et fait baisser l'écart avec la fugue. Même si leur avance chute, les fugueurs peuvent se disputer entre eux la victoire d'étape. Le dernier col de la journée éclaircit les rangs de l'échappée. Seuls restent ensemble Hernández, Vallejo, Castaño et Chaparro ; ce dernier passant en tête au sommet. Dans les derniers kilomètres, Vallejo et Castaño laissent filer Chaparro et Hernández et leurs chances de victoire. José Tito Hernández lance une attaque à laquelle ne peut répondre Didier Chaparro et s'impose.
Même si Diego Camargo conserve la tête du classement général, les trois premiers de l'étape, Hernández, Chaparro et Castaño en profitent pour faire une remontée. Ainsi au soir de cette huitième étape, ils occupent respectivement les septième, cinquième et neuvième rangs au classement provisoire. Alors que Salvador Moreno, Hernán Aguirre, Robinson Chalapud et Fabio Duarte, tous dans le Top Ten au matin, rétrogradent en perdant lors de l'étape entre 1 min 55 s et 3 min 1 s sur Diego Camargo. Par aileurs, en raison de la défection des Sundark Arawak, Edgar Pinzón doit abandonner la tête des néophytes, que récupère Roosbelth Rojas. Et le Team Medellín déloge les EPM-Scott de la tête du classement par équipes, place qu'ils occupaient depuis le départ.

### 9eétape
21 novembre La Pintada - Bolomboló - Alto de Minas (ceb) - Regional - Medellín
Juan Pablo Suárez s'impose alors que Diego Camargo est toujours en tête du classement général.
| \| Classement de l'étape \| Classement de l'étape \| Classement de l'étape \| Classement de l'étape \| Classement de l'étape \| \| Coureur \| Coureur \| Pays \| Équipe \| Temps \| \| --------------------- \| --------------------- \| --------------------- \| ---------------------------------------- \| --------------------- \| \| 1er \| Juan Pablo Suárez \| Colombie \| EPM-Scott \| 2 h 29 min 29 s \| \| 2e \| Óscar Sevilla \| Espagne \| Medellín \| + 0 s \| \| 3e \| Germán Chaves \| Colombie \| EPM-Scott \| + 0 s \| \| 4e \| Aldemar Reyes \| Colombie \| EPM-Scott \| + 0 s \| \| 5e \| Sebastián Castaño \| Colombie \| IDEA-Ind. Antioquia-FLA-Lot. Medellín \| + 0 s \| \| 6e \| Adrián Bustamante \| Colombie \| UAE Team Colombia \| + 0 s \| \| 7e \| José Tito Hernández \| Colombie \| Medellín \| + 0 s \| \| 8e \| Diego Camargo \| Colombie \| Colombia Tierra de Atletas-GW Bicicletas \| + 0 s \| \| 9e \| Alexander Gil \| Colombie \| EPM-Scott \| + 0 s \| \| 10e \| Danny Osorio \| Colombie \| IDEA-Ind. Antioquia-FLA-Lot. Medellín \| + 0 s \| |                     |          |                                          |                 |
| |                     |          |                                          |                 |
| |                     |          |                                          |                 |
| Classement de l'étape |                     |          |                                          |                 |
| Coureur | Coureur             | Pays     | Équipe                                   | Temps           |
| 1er | Juan Pablo Suárez   | Colombie | EPM-Scott                                | 2 h 29 min 29 s |
| 2e | Óscar Sevilla       | Espagne  | Medellín                                 | + 0 s           |
| 3e | Germán Chaves       | Colombie | EPM-Scott                                | + 0 s           |
| 4e | Aldemar Reyes       | Colombie | EPM-Scott                                | + 0 s           |
| 5e | Sebastián Castaño   | Colombie | IDEA-Ind. Antioquia-FLA-Lot. Medellín    | + 0 s           |
| 6e | Adrián Bustamante   | Colombie | UAE Team Colombia                        | + 0 s           |
| 7e | José Tito Hernández | Colombie | Medellín                                 | + 0 s           |
| 8e | Diego Camargo       | Colombie | Colombia Tierra de Atletas-GW Bicicletas | + 0 s           |
| 9e | Alexander Gil       | Colombie | EPM-Scott                                | + 0 s           |
| 10e | Danny Osorio        | Colombie | IDEA-Ind. Antioquia-FLA-Lot. Medellín    | + 0 s           |

| Classement de l'étape | Classement de l'étape | Classement de l'étape | Classement de l'étape                    | Classement de l'étape |
| Coureur               | Coureur               | Pays                  | Équipe                                   | Temps                 |
| --------------------- | --------------------- | --------------------- | ---------------------------------------- | --------------------- |
| 1er                   | Juan Pablo Suárez     | Colombie              | EPM-Scott                                | 2 h 29 min 29 s       |
| 2e                    | Óscar Sevilla         | Espagne               | Medellín                                 | + 0 s                 |
| 3e                    | Germán Chaves         | Colombie              | EPM-Scott                                | + 0 s                 |
| 4e                    | Aldemar Reyes         | Colombie              | EPM-Scott                                | + 0 s                 |
| 5e                    | Sebastián Castaño     | Colombie              | IDEA-Ind. Antioquia-FLA-Lot. Medellín    | + 0 s                 |
| 6e                    | Adrián Bustamante     | Colombie              | UAE Team Colombia                        | + 0 s                 |
| 7e                    | José Tito Hernández   | Colombie              | Medellín                                 | + 0 s                 |
| 8e                    | Diego Camargo         | Colombie              | Colombia Tierra de Atletas-GW Bicicletas | + 0 s                 |
| 9e                    | Alexander Gil         | Colombie              | EPM-Scott                                | + 0 s                 |
| 10e                   | Danny Osorio          | Colombie              | IDEA-Ind. Antioquia-FLA-Lot. Medellín    | + 0 s                 |

| \| Classement général \| Classement général \| Classement général \| Classement général \| Classement général \| \| Coureur \| Coureur \| Pays \| Équipe \| Temps \| \| ------------------ \| ------------------------- \| ------------------ \| ---------------------------------------- \| ------------------ \| \| 1er \| Diego Camargo \| Colombie \| Colombia Tierra de Atletas-GW Bicicletas \| 26 h 57 min 38 s \| \| 2e \| Óscar Sevilla \| Espagne \| Medellín \| + 24 s \| \| 3e \| Juan Pablo Suárez \| Colombie \| EPM-Scott \| + 44 s \| \| 4e \| Danny Osorio \| Colombie \| IDEA-Ind. Antioquia-FLA-Lot. Medellín \| + 52 s \| \| 5e \| Didier Chaparro \| Colombie \| IDEA-Ind. Antioquia-FLA-Lot. Medellín \| + 1 min 34 s \| \| 6e \| Alexander Gil \| Colombie \| EPM-Scott \| + 2 min 01 s \| \| 7e \| José Tito Hernández \| Colombie \| Medellín \| + 3 min 38 s \| \| 8e \| Sebastián Castaño \| Colombie \| IDEA-Ind. Antioquia-FLA-Lot. Medellín \| + 4 min 51 s \| \| 9e \| Aldemar Reyes \| Colombie \| EPM-Scott \| + 5 min 20 s \| \| 10e \| Salvador Moreno Hernández \| Colombie \| EBSA Empresa de Energía Boyacá \| + 6 min 13 s \| |                           |          |                                          |                  |
| |                           |          |                                          |                  |
| |                           |          |                                          |                  |
| Classement général |                           |          |                                          |                  |
| Coureur | Coureur                   | Pays     | Équipe                                   | Temps            |
| 1er | Diego Camargo             | Colombie | Colombia Tierra de Atletas-GW Bicicletas | 26 h 57 min 38 s |
| 2e | Óscar Sevilla             | Espagne  | Medellín                                 | + 24 s           |
| 3e | Juan Pablo Suárez         | Colombie | EPM-Scott                                | + 44 s           |
| 4e | Danny Osorio              | Colombie | IDEA-Ind. Antioquia-FLA-Lot. Medellín    | + 52 s           |
| 5e | Didier Chaparro           | Colombie | IDEA-Ind. Antioquia-FLA-Lot. Medellín    | + 1 min 34 s     |
| 6e | Alexander Gil             | Colombie | EPM-Scott                                | + 2 min 01 s     |
| 7e | José Tito Hernández       | Colombie | Medellín                                 | + 3 min 38 s     |
| 8e | Sebastián Castaño         | Colombie | IDEA-Ind. Antioquia-FLA-Lot. Medellín    | + 4 min 51 s     |
| 9e | Aldemar Reyes             | Colombie | EPM-Scott                                | + 5 min 20 s     |
| 10e | Salvador Moreno Hernández | Colombie | EBSA Empresa de Energía Boyacá           | + 6 min 13 s     |

| Classement général | Classement général        | Classement général | Classement général                       | Classement général |
| Coureur            | Coureur                   | Pays               | Équipe                                   | Temps              |
| ------------------ | ------------------------- | ------------------ | ---------------------------------------- | ------------------ |
| 1er                | Diego Camargo             | Colombie           | Colombia Tierra de Atletas-GW Bicicletas | 26 h 57 min 38 s   |
| 2e                 | Óscar Sevilla             | Espagne            | Medellín                                 | + 24 s             |
| 3e                 | Juan Pablo Suárez         | Colombie           | EPM-Scott                                | + 44 s             |
| 4e                 | Danny Osorio              | Colombie           | IDEA-Ind. Antioquia-FLA-Lot. Medellín    | + 52 s             |
| 5e                 | Didier Chaparro           | Colombie           | IDEA-Ind. Antioquia-FLA-Lot. Medellín    | + 1 min 34 s       |
| 6e                 | Alexander Gil             | Colombie           | EPM-Scott                                | + 2 min 01 s       |
| 7e                 | José Tito Hernández       | Colombie           | Medellín                                 | + 3 min 38 s       |
| 8e                 | Sebastián Castaño         | Colombie           | IDEA-Ind. Antioquia-FLA-Lot. Medellín    | + 4 min 51 s       |
| 9e                 | Aldemar Reyes             | Colombie           | EPM-Scott                                | + 5 min 20 s       |
| 10e                | Salvador Moreno Hernández | Colombie           | EBSA Empresa de Energía Boyacá           | + 6 min 13 s       |

Les coureurs partent pour une étape longue de seulement 87,1 kilomètres, les menant de La Pintada à l'hôtel de ville de Medellín. Ponctuée par l'ascension de l'Alto de Minas (ceb), la course s'annonce mouvementée.
Dès les premiers kilomètres, les tentatives d'échappée se succèdent. Ainsi s'unissent, en deux temps, six coureurs avec notamment Edwin Sánchez (Aguardiente Néctar) et Camilo Castiblanco (Alcaldía La Vega) mais ils sont rapidement absorbés par le peloton. Puis sur le chemin menant au premier col du jour, Brayan Sánchez et Nicolás Paredes du Team Medellín, Kevin Cano (Idea-Indeportes Antioquia), Yeison Reyes et Germán Chaves (EPM-Scott) et Salvador Moreno (EBSA) font une autre tentative d'échappée. Ils se disputent entre eux les points au sommet de l'Alto de La Quiebra, où passe en tête Paredes devant Moreno. Contrôlée par le peloton, la fugue se fait reprendre quelques kilomètres plus loin.
Les hommes concernés par le titre ne laissent aucun espoir quant à la réussite d'une échappée. C'est au contraire eux qui tentent de porter l'estocade. Au pied de l'Alto de Minas, José Tito Hernández et Brayan Sánchez (Team Medellín), Didier Chaparro et Sebastián Castaño (Idea-Indeportes Antioquia), Alexander Gil et Germán Chaves (EPM-Scott) se projettent à l'avant pour tenter d'inverser le cours du classement général. À ce groupe se joignent bientôt les prétendants au titre que sont Óscar Sevilla (Team Medellín), Juan Pablo Suárez (EPM-Scott), Danny Osorio (Idea-Indeportes Antioquia) ou le porteur du maillot orange Diego Camargo (Colombia Tierra de Atletas-GW). Sevilla dans la roue de ses coéquipiers impriment le rythme. Face à eux, Camargo est esseulé, aucun de ses coéquipiers n'a pu suivre le rythme imposé. Cependant, il ne cède pas. Douze hommes restent encore en lice pour la victoire d'étape en arrivant devant la mairie de Medellín, où est jugée l'arrivée.
Juan Pablo Suárez est le plus rapide et s'impose dans ce sprint en petit comité. Les autres favoris arrivent dans le même temps avec Óscar Sevilla, deuxième et Germán Chaves, troisième. Alors que Diego Camargo termine huitième et conserve un jour de plus sa position au classement général. Grâce aux bonifications allouées au vainqueur d'étape, Suárez reprend la troisième marche du podium à Osorio.

### 10eétape
22 novembre Circuit dans Medellín - Alto de Santa Elena (ceb)
Deuxième victoire d'étape pour Salvador Moreno pendant que Diego Camargo remporte l'épreuve.
Classement de l'étape
| \| Classement de l'étape \| Classement de l'étape \| Classement de l'étape \| Classement de l'étape \| Classement de l'étape \| \| Coureur \| Coureur \| Pays \| Équipe \| Temps \| \| --------------------- \| ------------------------- \| --------------------- \| ---------------------------------------- \| --------------------- \| \| 1er \| Salvador Moreno Hernández \| Colombie \| EBSA Empresa de Energía Boyacá \| 2 h 41 min 40 s \| \| 2e \| Germán Chaves \| Colombie \| EPM-Scott \| + 7 s \| \| 3e \| José Tito Hernández \| Colombie \| Medellín \| + 9 s \| \| 4e \| Óscar Sevilla \| Espagne \| Medellín \| + 12 s \| \| 5e \| Diego Camargo \| Colombie \| Colombia Tierra de Atletas-GW Bicicletas \| + 12 s \| \| 6e \| Brayan Sánchez \| Colombie \| Medellín \| + 12 s \| \| 7e \| Juan Pablo Suárez \| Colombie \| EPM-Scott \| + 12 s \| \| 8e \| Javier Jamaica \| Colombie \| Fundación Depormundo \| + 12 s \| \| 9e \| Danny Osorio \| Colombie \| IDEA-Ind. Antioquia-FLA-Lot. Medellín \| + 12 s \| \| 10e \| Didier Chaparro \| Colombie \| IDEA-Ind. Antioquia-FLA-Lot. Medellín \| + 28 s \| |                           |          |                                          |                 |
| |                           |          |                                          |                 |
| |                           |          |                                          |                 |
| Classement de l'étape |                           |          |                                          |                 |
| Coureur | Coureur                   | Pays     | Équipe                                   | Temps           |
| 1er | Salvador Moreno Hernández | Colombie | EBSA Empresa de Energía Boyacá           | 2 h 41 min 40 s |
| 2e | Germán Chaves             | Colombie | EPM-Scott                                | + 7 s           |
| 3e | José Tito Hernández       | Colombie | Medellín                                 | + 9 s           |
| 4e | Óscar Sevilla             | Espagne  | Medellín                                 | + 12 s          |
| 5e | Diego Camargo             | Colombie | Colombia Tierra de Atletas-GW Bicicletas | + 12 s          |
| 6e | Brayan Sánchez            | Colombie | Medellín                                 | + 12 s          |
| 7e | Juan Pablo Suárez         | Colombie | EPM-Scott                                | + 12 s          |
| 8e | Javier Jamaica            | Colombie | Fundación Depormundo                     | + 12 s          |
| 9e | Danny Osorio              | Colombie | IDEA-Ind. Antioquia-FLA-Lot. Medellín    | + 12 s          |
| 10e | Didier Chaparro           | Colombie | IDEA-Ind. Antioquia-FLA-Lot. Medellín    | + 28 s          |

Le parcours de l'ultime étape a été modifié. Initialement, il était prévu un circuit dans Medellín, avec départ et arrivée devant l'hôtel de ville. Là, les coureurs ont un circuit de quatorze kilomètres à parcourir six fois dans la ville puis ils partent à l'assaut du corregimiento de Santa Elena (es) et son col de première catégorie. Avec cette ultime ascension, des changements au classement général sont encore espérés.
Au bout du premier tour de circuit, le peloton s'arrête pour protester contre les conditions de sécurité qu'il juge insuffisant. Après un accord entre coureurs, directeurs sportifs, commissaires de course et l'organisation de la compétition, il est décidé que le peloton ne ferait plus que quatre des six tours prévus et à une allure contrôlée. Les sprints spéciaux sont annulés. Même si Carlos Chía rompt la trêve en s'échappant dans le dernier tour, le peloton sort groupé de Medellín où les leaders passent à l'attaque.
Óscar Sevilla, José Tito Hernández et Brayan Sánchez (Team Medellín), Danny Osorio et Didier Chaparro (Idea-Indeportes Antioquia), Alexander Gil et Juan Pablo Suárez (EPM-Scott) et le leader de la course Diego Camargo (Colombia Tierra de Atletas GW) sont les premiers à s'isoler du peloton pour remporter l'étape. Puis Nicolás Paredes (Team Medellín), Aldemar Reyes et Germán Chaves (EPM-Scott), Roosbelth Rojas (UAE Team Colombia) et Javier Jamaica (Depormundo) se joignent à eux. Et d'autres encore comme Salvador Moreno (EBSA). Ce dernier passe en tête au col de première catégorie au programme (devant Osorio et Suárez). Les dix points que Moreno engrangent à cette occasion lui permettent de subtiliser le trophée des grimpeurs à Diego Camargo (alors en tête de ce classement annexe). Dans les derniers kilomètres, il s'enfuit et termine en solitaire. Salvador Moreno s'impose pour la deuxième fois dans cette 70e édition.
Germán Chaves et Tito Hernández finissent deuxième et troisième, tandis que le leader Diego Camargo termine l'étape en cinquième position, dans le même temps que tous ses rivaux les plus proches. Ce qui lui permet de remporter le Tour de Colombie, la même année que la Vuelta de la Juventud. Il est le troisième à réaliser cette performance après Rafael Antonio Niño, il y a cinquante ans, et Oliverio Rincón en 1989. Le classement général n'est modifié qu'à la marge puisque seul Sebastián Castaño sort du Top Ten où lui succède Germán Chaves tandis que Salvador Moreno passe de la dixième à la huitième place finale.

## Classements finals

### Classement général
| \| Classement général \| Classement général \| Classement général \| Classement général \| Classement général \| \| Coureur \| Coureur \| Pays \| Équipe \| Temps \| \| ------------------ \| ------------------------- \| ------------------ \| ---------------------------------------- \| ------------------ \| \| 1er \| Diego Camargo \| Colombie \| Colombia Tierra de Atletas-GW Bicicletas \| 29 h 39 min 30 s \| \| 2e \| Óscar Sevilla \| Espagne \| Medellín \| + 24 s \| \| 3e \| Juan Pablo Suárez \| Colombie \| EPM-Scott \| + 44 s \| \| 4e \| Danny Osorio \| Colombie \| IDEA-Ind. Antioquia-FLA-Lot. Medellín \| + 52 s \| \| 5e \| Didier Chaparro \| Colombie \| IDEA-Ind. Antioquia-FLA-Lot. Medellín \| + 1 min 50 s \| \| 6e \| Alexander Gil \| Colombie \| EPM-Scott \| + 2 min 59 s \| \| 7e \| José Tito Hernández \| Colombie \| Medellín \| + 3 min 31 s \| \| 8e \| Salvador Moreno Hernández \| Colombie \| EBSA Empresa de Energía Boyacá \| + 5 min 51 s \| \| 9e \| Aldemar Reyes \| Colombie \| EPM-Scott \| + 5 min 53 s \| \| 10e \| Germán Chaves \| Colombie \| EPM-Scott \| + 6 min 50 s \| |                           |          |                                          |                  |
| |                           |          |                                          |                  |
| Source : Cycling Archives |                           |          |                                          |                  |
| Classement général |                           |          |                                          |                  |
| Coureur | Coureur                   | Pays     | Équipe                                   | Temps            |
| 1er | Diego Camargo             | Colombie | Colombia Tierra de Atletas-GW Bicicletas | 29 h 39 min 30 s |
| 2e | Óscar Sevilla             | Espagne  | Medellín                                 | + 24 s           |
| 3e | Juan Pablo Suárez         | Colombie | EPM-Scott                                | + 44 s           |
| 4e | Danny Osorio              | Colombie | IDEA-Ind. Antioquia-FLA-Lot. Medellín    | + 52 s           |
| 5e | Didier Chaparro           | Colombie | IDEA-Ind. Antioquia-FLA-Lot. Medellín    | + 1 min 50 s     |
| 6e | Alexander Gil             | Colombie | EPM-Scott                                | + 2 min 59 s     |
| 7e | José Tito Hernández       | Colombie | Medellín                                 | + 3 min 31 s     |
| 8e | Salvador Moreno Hernández | Colombie | EBSA Empresa de Energía Boyacá           | + 5 min 51 s     |
| 9e | Aldemar Reyes             | Colombie | EPM-Scott                                | + 5 min 53 s     |
| 10e | Germán Chaves             | Colombie | EPM-Scott                                | + 6 min 50 s     |

| Classement par points | Classement par points     | Classement par points | Classement par points                    | Classement par points |
| Coureur               | Coureur                   | Pays                  | Équipe                                   | Points                |
| --------------------- | ------------------------- | --------------------- | ---------------------------------------- | --------------------- |
| 1er                   | Juan Pablo Suárez         | Colombie              | EPM-Scott                                | 83 pts                |
| 2e                    | Óscar Sevilla             | Espagne               | Medellín                                 | 68 pts                |
| 3e                    | Diego Camargo             | Colombie              | Colombia Tierra de Atletas-GW Bicicletas | 51 pts                |
| 4e                    | Alexander Gil             | Colombie              | EPM-Scott                                | 39 pts                |
| 5e                    | José Tito Hernández       | Colombie              | Medellín                                 | 39 pts                |
| 6e                    | Nelson Soto               | Colombie              | Colombia Tierra de Atletas-GW Bicicletas | 37 pts                |
| 7e                    | Bernardo Suaza            | Colombie              | Equipo Continental Supergiros            | 36 pts                |
| 8e                    | Danny Osorio              | Colombie              | IDEA-Ind. Antioquia-FLA-Lot. Medellín    | 32 pts                |
| 9e                    | Brayan Sánchez            | Colombie              | Medellín                                 | 32 pts                |
| 10e                   | Salvador Moreno Hernández | Colombie              | EBSA Empresa de Energía Boyacá           | 30 pts                |

| Classement par points | Classement par points     | Classement par points | Classement par points                    | Classement par points |
| Coureur               | Coureur                   | Pays                  | Équipe                                   | Points                |
| --------------------- | ------------------------- | --------------------- | ---------------------------------------- | --------------------- |
| 1er                   | Juan Pablo Suárez         | Colombie              | EPM-Scott                                | 83 pts                |
| 2e                    | Óscar Sevilla             | Espagne               | Medellín                                 | 68 pts                |
| 3e                    | Diego Camargo             | Colombie              | Colombia Tierra de Atletas-GW Bicicletas | 51 pts                |
| 4e                    | Alexander Gil             | Colombie              | EPM-Scott                                | 39 pts                |
| 5e                    | José Tito Hernández       | Colombie              | Medellín                                 | 39 pts                |
| 6e                    | Nelson Soto               | Colombie              | Colombia Tierra de Atletas-GW Bicicletas | 37 pts                |
| 7e                    | Bernardo Suaza            | Colombie              | Equipo Continental Supergiros            | 36 pts                |
| 8e                    | Danny Osorio              | Colombie              | IDEA-Ind. Antioquia-FLA-Lot. Medellín    | 32 pts                |
| 9e                    | Brayan Sánchez            | Colombie              | Medellín                                 | 32 pts                |
| 10e                   | Salvador Moreno Hernández | Colombie              | EBSA Empresa de Energía Boyacá           | 30 pts                |

| Classement de la montagne | Classement de la montagne | Classement de la montagne | Classement de la montagne                | Classement de la montagne |
| Coureur                   | Coureur                   | Pays                      | Équipe                                   | Points                    |
| ------------------------- | ------------------------- | ------------------------- | ---------------------------------------- | ------------------------- |
| 1er                       | Salvador Moreno Hernández | Colombie                  | EBSA Empresa de Energía Boyacá           | 38 pts                    |
| 2e                        | Diego Camargo             | Colombie                  | Colombia Tierra de Atletas-GW Bicicletas | 34 pts                    |
| 3e                        | Juan Pablo Suárez         | Colombie                  | EPM-Scott                                | 33 pts                    |
| 4e                        | Danny Osorio              | Colombie                  | IDEA-Ind. Antioquia-FLA-Lot. Medellín    | 32 pts                    |
| 5e                        | Óscar Sevilla             | Espagne                   | Medellín                                 | 20 pts                    |
| 6e                        | Nicolás Paredes           | Colombie                  | Medellín                                 | 19 pts                    |
| 7e                        | George Tibaquirá          | Colombie                  | Sundark Arawak                           | 12 pts                    |
| 8e                        | Hernán Aguirre            | Colombie                  | Colombia Tierra de Atletas-GW Bicicletas | 9 pts                     |
| 9e                        | Alexander Gil             | Colombie                  | EPM-Scott                                | 8 pts                     |
| 10e                       | Brayan Sánchez            | Colombie                  | Medellín                                 | 8 pts                     |

| Classement de la montagne | Classement de la montagne | Classement de la montagne | Classement de la montagne                | Classement de la montagne |
| Coureur                   | Coureur                   | Pays                      | Équipe                                   | Points                    |
| ------------------------- | ------------------------- | ------------------------- | ---------------------------------------- | ------------------------- |
| 1er                       | Salvador Moreno Hernández | Colombie                  | EBSA Empresa de Energía Boyacá           | 38 pts                    |
| 2e                        | Diego Camargo             | Colombie                  | Colombia Tierra de Atletas-GW Bicicletas | 34 pts                    |
| 3e                        | Juan Pablo Suárez         | Colombie                  | EPM-Scott                                | 33 pts                    |
| 4e                        | Danny Osorio              | Colombie                  | IDEA-Ind. Antioquia-FLA-Lot. Medellín    | 32 pts                    |
| 5e                        | Óscar Sevilla             | Espagne                   | Medellín                                 | 20 pts                    |
| 6e                        | Nicolás Paredes           | Colombie                  | Medellín                                 | 19 pts                    |
| 7e                        | George Tibaquirá          | Colombie                  | Sundark Arawak                           | 12 pts                    |
| 8e                        | Hernán Aguirre            | Colombie                  | Colombia Tierra de Atletas-GW Bicicletas | 9 pts                     |
| 9e                        | Alexander Gil             | Colombie                  | EPM-Scott                                | 8 pts                     |
| 10e                       | Brayan Sánchez            | Colombie                  | Medellín                                 | 8 pts                     |

| Classement des sprints | Classement des sprints | Classement des sprints | Classement des sprints                | Classement des sprints |
| Coureur                | Coureur                | Pays                   | Équipe                                | Points                 |
| ---------------------- | ---------------------- | ---------------------- | ------------------------------------- | ---------------------- |
| 1er                    | Juan Diego Hoyos       | Colombie               | Colnago CM Team                       | 29 pts                 |
| 2e                     | Brayan Sánchez         | Colombie               | Medellín                              | 11 pts                 |
| 3e                     | Carlos Chía            | Colombie               | Colnago CM Team                       | 8 pts                  |
| 4e                     | Alejandro Ruiz         | Colombie               | Equipo Continental Supergiros         | 7 pts                  |
| 5e                     | Germán Chaves          | Colombie               | EPM-Scott                             | 6 pts                  |
| 6e                     | Óscar Sevilla          | Espagne                | Medellín                              | 5 pts                  |
| 7e                     | Fabio Duarte           | Colombie               | Medellín                              | 5 pts                  |
| 8e                     | Sebastián Castaño      | Colombie               | IDEA-Ind. Antioquia-FLA-Lot. Medellín | 4 pts                  |
| 9e                     | Nicolás García Alvarez | Colombie               | Fuerzas Armadas                       | 4 pts                  |
| 10e                    | Bryan Gómez            | Colombie               | Equipo Continental Supergiros         | 4 pts                  |

| Classement des sprints | Classement des sprints | Classement des sprints | Classement des sprints                | Classement des sprints |
| Coureur                | Coureur                | Pays                   | Équipe                                | Points                 |
| ---------------------- | ---------------------- | ---------------------- | ------------------------------------- | ---------------------- |
| 1er                    | Juan Diego Hoyos       | Colombie               | Colnago CM Team                       | 29 pts                 |
| 2e                     | Brayan Sánchez         | Colombie               | Medellín                              | 11 pts                 |
| 3e                     | Carlos Chía            | Colombie               | Colnago CM Team                       | 8 pts                  |
| 4e                     | Alejandro Ruiz         | Colombie               | Equipo Continental Supergiros         | 7 pts                  |
| 5e                     | Germán Chaves          | Colombie               | EPM-Scott                             | 6 pts                  |
| 6e                     | Óscar Sevilla          | Espagne                | Medellín                              | 5 pts                  |
| 7e                     | Fabio Duarte           | Colombie               | Medellín                              | 5 pts                  |
| 8e                     | Sebastián Castaño      | Colombie               | IDEA-Ind. Antioquia-FLA-Lot. Medellín | 4 pts                  |
| 9e                     | Nicolás García Alvarez | Colombie               | Fuerzas Armadas                       | 4 pts                  |
| 10e                    | Bryan Gómez            | Colombie               | Equipo Continental Supergiros         | 4 pts                  |

| Classement du meilleur jeune | Classement du meilleur jeune | Classement du meilleur jeune | Classement du meilleur jeune             | Classement du meilleur jeune |
| Coureur                      | Coureur                      | Pays                         | Équipe                                   | Temps                        |
| ---------------------------- | ---------------------------- | ---------------------------- | ---------------------------------------- | ---------------------------- |
| 1er                          | Diego Camargo                | Colombie                     | Colombia Tierra de Atletas-GW Bicicletas | 29 h 39 min 30 s             |
| 2e                           | Rafael Pineda                | Colombie                     | UAE Team Colombia                        | + 14 min 21 s                |
| 3e                           | Roosbelth Rojas              | Colombie                     | UAE Team Colombia                        | + 16 min 56 s                |
| 4e                           | Juan Tito Rendón             | Colombie                     | UAE Team Colombia                        | + 17 min 50 s                |
| 5e                           | Carlos Herney Soler          | Colombie                     | EBSA Empresa de Energía Boyacá           | + 19 min 06 s                |
| 6e                           | Juan Pablo Vallejo Ríos      | Colombie                     | UAE Team Colombia                        | + 22 min 18 s                |
| 7e                           | Óscar Fernández              | Colombie                     | Indeportes Boyacá Avanza-BRC             | + 28 min 48 s                |
| 8e                           | Adrián Bustamante            | Colombie                     | UAE Team Colombia                        | + 38 min 04 s                |
| 9e                           | Pedro Ruíz                   | Colombie                     | Boyacá es Para Vivirla                   | + 38 min 41 s                |
| 10e                          | Juan Pablo Restrepo          | Colombie                     | UAE Team Colombia                        | + 39 min 13 s                |

| Classement du meilleur jeune | Classement du meilleur jeune | Classement du meilleur jeune | Classement du meilleur jeune             | Classement du meilleur jeune |
| Coureur                      | Coureur                      | Pays                         | Équipe                                   | Temps                        |
| ---------------------------- | ---------------------------- | ---------------------------- | ---------------------------------------- | ---------------------------- |
| 1er                          | Diego Camargo                | Colombie                     | Colombia Tierra de Atletas-GW Bicicletas | 29 h 39 min 30 s             |
| 2e                           | Rafael Pineda                | Colombie                     | UAE Team Colombia                        | + 14 min 21 s                |
| 3e                           | Roosbelth Rojas              | Colombie                     | UAE Team Colombia                        | + 16 min 56 s                |
| 4e                           | Juan Tito Rendón             | Colombie                     | UAE Team Colombia                        | + 17 min 50 s                |
| 5e                           | Carlos Herney Soler          | Colombie                     | EBSA Empresa de Energía Boyacá           | + 19 min 06 s                |
| 6e                           | Juan Pablo Vallejo Ríos      | Colombie                     | UAE Team Colombia                        | + 22 min 18 s                |
| 7e                           | Óscar Fernández              | Colombie                     | Indeportes Boyacá Avanza-BRC             | + 28 min 48 s                |
| 8e                           | Adrián Bustamante            | Colombie                     | UAE Team Colombia                        | + 38 min 04 s                |
| 9e                           | Pedro Ruíz                   | Colombie                     | Boyacá es Para Vivirla                   | + 38 min 41 s                |
| 10e                          | Juan Pablo Restrepo          | Colombie                     | UAE Team Colombia                        | + 39 min 13 s                |

### Classement par équipes
| Classement par équipes | Classement par équipes                   | Classement par équipes | Classement par équipes |
| Équipe                 | Équipe                                   | Pays                   | Temps                  |
| ---------------------- | ---------------------------------------- | ---------------------- | ---------------------- |
| 1re                    | Medellín                                 | Colombie               | 89 h 02 min 13 s       |
| 2e                     | EPM-Scott                                | Colombie               | + 2 min 13 s           |
| 3e                     | IDEA-Ind. Antioquia-FLA-Lot. Medellín    | Colombie               | + 4 min 49 s           |
| 4e                     | UAE Team Colombia                        | Colombie               | + 31 min 18 s          |
| 5e                     | Colombia Tierra de Atletas-GW Bicicletas | Colombie               | + 31 min 55 s          |
| 6e                     | EBSA Empresa de Energía Boyacá           | Colombie               | + 36 min 45 s          |
| 7e                     | Supergiros-Alcaldía de Manizales         | Colombie               | + 1 h 03 min 01 s      |
| 8e                     | Indeportes Boyacá Avanza-BRC             | Colombie               | + 1 h 08 min 36 s      |
| 9e                     | Ingeniería de Vías                       | Colombie               | + 1 h 16 min 48 s      |
| 10e                    | Talentos Colombia                        | Colombie               | + 1 h 42 min 10 s      |

## Évolution des classements
| Étapes             | Vainqueur           | Classement général | Classement du meilleur jeune | Classement de la montagne | Classement par points | Classement des sprints | Classement des néophytes | Classement par équipes |
| ------------------ | ------------------- | ------------------ | ---------------------------- | ------------------------- | --------------------- | ---------------------- | ------------------------ | ---------------------- |
| 1re étape          | Bernardo Suaza      | Bernardo Suaza     | Adrián Bustamante            | Juan Pablo Suárez         | Bernardo Suaza        | Germán Chaves          | Adrián Bustamante        | EPM-Scott              |
| 2e étape           | Alexander Gil       | Alexander Gil      | Diego Camargo                | Óscar Pachón              | Juan Pablo Suárez     | Germán Chaves          | Óscar Galvis             | EPM-Scott              |
| 3e étape           | Nelson Soto         | Alexander Gil      | Diego Camargo                | Óscar Pachón              | Juan Pablo Suárez     | Juan Diego Hoyos       | Óscar Galvis             | EPM-Scott              |
| 4e étape           | Nelson Soto         | Alexander Gil      | Diego Camargo                | Óscar Pachón              | Juan Pablo Suárez     | Juan Diego Hoyos       | Óscar Galvis             | EPM-Scott              |
| 5e étape           | Salvador Moreno     | Diego Camargo      | Diego Camargo                | Salvador Moreno           | Juan Pablo Suárez     | Juan Diego Hoyos       | Edgar Pinzón             | EPM-Scott              |
| 6e étape           | Yeison Rincón       | Diego Camargo      | Diego Camargo                | Salvador Moreno           | Juan Pablo Suárez     | Juan Diego Hoyos       | Edgar Pinzón             | EPM-Scott              |
| 7e étape           | Óscar Sevilla       | Diego Camargo      | Diego Camargo                | Diego Camargo             | Juan Pablo Suárez     | Juan Diego Hoyos       | Edgar Pinzón             | EPM-Scott              |
| 8e étape           | José Tito Hernández | Diego Camargo      | Diego Camargo                | Diego Camargo             | Juan Pablo Suárez     | Juan Diego Hoyos       | Roosbelth Rojas          | Team Medellín          |
| 9e étape           | Juan Pablo Suárez   | Diego Camargo      | Diego Camargo                | Diego Camargo             | Juan Pablo Suárez     | Juan Diego Hoyos       | Roosbelth Rojas          | Team Medellín          |
| 10e étape          | Salvador Moreno     | Diego Camargo      | Diego Camargo                | Salvador Moreno           | Juan Pablo Suárez     | Juan Diego Hoyos       | Roosbelth Rojas          | Team Medellín          |
| Classements finals | Classements finals  | Diego Camargo      | Diego Camargo                | Salvador Moreno           | Juan Pablo Suárez     | Juan Diego Hoyos       | Roosbelth Rojas          | Team Medellín          |

## Liste des participants
- Liste de départ complète

| Légende                      | Légende                                                                                                  | Légende                         | Légende |
| ---------------------------- | --- | ------------------------------- | --- |
| Num                          | Dossard de départ porté par le coureur sur ce Tour de Colombie                                           | Pos                             | Position finale au classement général                                                                       |
| Leader du classement général | Indique le vainqueur du classement général                                                               | Leader du classement par points | Indique le vainqueur du classement par points                                                               |
|                              | Indique le vainqueur du classement de la montagne                                                        |                                 | Indique le vainqueur du classement des sprints spéciaux                                                     |
|                              | Indique le vainqueur du classement des moins de 23 ans                                                   | *                               | Indique un coureur en lice pour le classement des moins de 23 ans (coureurs nés après le 1er janvier 1998)  |
| #                            | Indique la meilleure équipe                                                                              |                                 | Indique le vainqueur du classement des néophytes                                                            |
| NP                           | Indique un coureur qui n'a pas pris le départ d'une étape, suivi du numéro de l'étape où il s'est retiré | AB                              | Indique un coureur contraint à l'abandon, suivi du numéro de l'étape où il s'est retiré                     |
| HD                           | Indique un coureur qui a terminé une étape hors des délais, suivi du numéro de l'étape                   | EX                              | Indique un coureur exclu pour non-respect du règlement, suivi du numéro de l'étape où il s'est fait exclure |

| Team Medellín #                           | Team Medellín #                | Team Medellín # |
| ----------------------------------------- | ------------------------------ | --------------- |
| Num                                       | Coureur                        | Pos             |
| 1                                         | Fabio Duarte Colombie          | 12e             |
| 2                                         | Óscar Sevilla Colombie Espagne | 2e              |
| 3                                         | José Tito Hernández Colombie   | 7e              |
| 4                                         | Cristhian Montoya Colombie     | NP-8            |
| 5                                         | Brayan Sánchez Colombie        | 23e             |
| 6                                         | Nicolás Paredes Colombie       | 16e             |
| 7                                         | Robinson Chalapud Colombie     | 28e             |
| 8                                         | Weimar Roldán Colombie         | 79e             |
| Directeur sportif : José Julián Velásquez |                                |                 |

| Supergiros - Alcaldía de Manizales         | Supergiros - Alcaldía de Manizales | Supergiros - Alcaldía de Manizales |
| ------------------------------------------ | ---------------------------------- | ---------------------------------- |
| Num                                        | Coureur                            | Pos                                |
| 11                                         | Walter Pedraza Colombie            | 26e                                |
| 12                                         | Bernardo Suaza Colombie            | 32e                                |
| 13                                         | Bryan Gómez Colombie               | 96e                                |
| 14                                         | Edwin Carvajal Colombie            | 58e                                |
| 15                                         | Javier González Colombie           | 65e                                |
| 16                                         | Jordan Tabares Colombie            | 51e                                |
| 17                                         | Alejandro Ruiz Colombie            | 97e                                |
| 18                                         | Yeison Rincón Colombie             | 22e                                |
| Directeur sportif : Luis Fernando Otálvaro |                                    |                                    |

| IDEA - Indeportes Antioquia - FLA - Lotería de Medellín | IDEA - Indeportes Antioquia - FLA - Lotería de Medellín | IDEA - Indeportes Antioquia - FLA - Lotería de Medellín |
| ------------------------------------------------------- | ------------------------------------------------------- | ------------------------------------------------------- |
| Num                                                     | Coureur                                                 | Pos                                                     |
| 21                                                      | Danny Osorio Colombie                                   | 4e                                                      |
| 22                                                      | Didier Chaparro Colombie                                | 5e                                                      |
| 23                                                      | Sebastián Castaño Colombie                              | 11e                                                     |
| 24                                                      | Kevin Cano Colombie                                     | 30e                                                     |
| 25                                                      | Johan Colón Colombie                                    | 83e                                                     |
| 26                                                      | Luis Miguel Martínez Colombie                           | 40e                                                     |
| 27                                                      | Frank Osorio Colombie                                   | 69e                                                     |
| 28                                                      | Daniel Jaramillo Colombie                               | 77e                                                     |
| Directeur sportif : Héctor Castaño                      |                                                         |                                                         |

| EPM - Scott                            | EPM - Scott                      | EPM - Scott |
| -------------------------------------- | -------------------------------- | ----------- |
| Num                                    | Coureur                          | Pos         |
| 31                                     | Aldemar Reyes Colombie           | 9e          |
| 32                                     | Alexander Gil Colombie           | 6e          |
| 33                                     | Juan Pablo Suárez Colombie       | 3e          |
| 34                                     | Diego Ochoa Colombie             | 67e         |
| 35                                     | Jhon Anderson Rodríguez Colombie | 62e         |
| 36                                     | Yeison Reyes Colombie            | 31e         |
| 37                                     | Germán Chaves Colombie           | 10e         |
| 38                                     | Óscar Galvis Colombie*           | AB-10       |
| Directeur sportif : Gabriel Jaime Mesa |                                  |             |

| Colombia Tierra de Atletas - GW Bicicletas | Colombia Tierra de Atletas - GW Bicicletas | Colombia Tierra de Atletas - GW Bicicletas |
| ------------------------------------------ | ------------------------------------------ | ------------------------------------------ |
| Num                                        | Coureur                                    | Pos                                        |
| 41                                         | Darwin Atapuma Colombie                    | 14e                                        |
| 42                                         | Hernán Aguirre Colombie                    | 25e                                        |
| 43                                         | Omar Mendoza Colombie                      | AB-10                                      |
| 44                                         | Diego Camargo Colombie*                    | 1er                                        |
| 45                                         | Nelson Soto Colombie                       | 73e                                        |
| 46                                         | William Muñoz Colombie                     | 89e                                        |
| 47                                         | Óscar Quiroz Colombie                      | 64e                                        |
| 48                                         | Miguel Ángel Rubiano Colombie              | 76e                                        |
| Directeur sportif : Luis Alfonso Cely      |                                            |                                            |

| Indeportes - Boyacá Avanza - BRC        | Indeportes - Boyacá Avanza - BRC | Indeportes - Boyacá Avanza - BRC |
| --------------------------------------- | -------------------------------- | -------------------------------- |
| Num                                     | Coureur                          | Pos                              |
| 51                                      | Ricardo Rivera Colombie*         | 47e                              |
| 52                                      | Pedro Ruiz Colombie*             | 35e                              |
| 53                                      | Óscar Fernández Colombie*        | 29e                              |
| 54                                      | Iván Martínez Colombie*          | 55e                              |
| 55                                      | Edwin Patiño Colombie*           | AB-9                             |
| 56                                      | César Suárez Colombie*           | 74e                              |
| 57                                      | Robinson Ortega (nl) Colombie    | 18e                              |
| 58                                      | Wldy Sandoval Colombie           | 46e                              |
| Directeur sportif : Ángel Yesid Camargo |                                  |                                  |

| UAE Team Colombia (es)                  | UAE Team Colombia (es)        | UAE Team Colombia (es) |
| --------------------------------------- | ----------------------------- | ---------------------- |
| Num                                     | Coureur                       | Pos                    |
| 61                                      | Adrián Bustamante Colombie*   | 34e                    |
| 62                                      | Rafael Pineda Colombie*       | 15e                    |
| 63                                      | Juan Tito Rendón Colombie*    | 19e                    |
| 64                                      | Juan Pablo Vallejo Colombie*  | 24e                    |
| 65                                      | Roosbelth Rojas Colombie*     | 17e                    |
| 66                                      | Daniel Arroyave Colombie*     | 59e                    |
| 67                                      | Juan Pablo Restrepo Colombie* | 37e                    |
| Directeur sportif : Gabriel Jaime Vélez |                               |                        |

| Colnago CM                         | Colnago CM                | Colnago CM |
| ---------------------------------- | ------------------------- | ---------- |
| Num                                | Coureur                   | Pos        |
| 71                                 | Julián Cardona Colombie   | 66e        |
| 72                                 | Juan Diego Hoyos Colombie | 68e        |
| 73                                 | Jerson Urbano Colombie    | 48e        |
| 74                                 | Diego Vásquez Colombie    | 84e        |
| 75                                 | Cristian Tobar Colombie   | NP-8       |
| 76                                 | Julián Molano Colombie    | 99e        |
| 77                                 | Carlos Chía Colombie      | 94e        |
| 78                                 | Johan Moreno Colombie*    | AB-4       |
| Directeur sportif : Jorge Arbeláez |                           |            |

| Talentos Colombia                    | Talentos Colombia               | Talentos Colombia |
| ------------------------------------ | ------------------------------- | ----------------- |
| Num                                  | Coureur                         | Pos               |
| 81                                   | Elkin Malaver Colombie*         | 81e               |
| 82                                   | Juan Daniel Jaramillo Colombie* | 86e               |
| 83                                   | Juan Alejandro Umba Colombie*   | 91e               |
| 84                                   | Sebastián Flórez Colombie*      | 45e               |
| 85                                   | Jhonny Millán Colombie*         | 52e               |
| 86                                   | Óscar Guzmán Colombie*          | 41e               |
| 87                                   | Cristian Rico Colombie*         | 39e               |
| 88                                   | Jerónimo Bedoya Colombie*       | 98e               |
| Directeur sportif : Jair Bernal (es) |                                 |                   |

| EBSA Empresa de Energía de Boyacá       | EBSA Empresa de Energía de Boyacá | EBSA Empresa de Energía de Boyacá |
| --------------------------------------- | --------------------------------- | --------------------------------- |
| Num                                     | Coureur                           | Pos                               |
| 91                                      | Salvador Moreno Colombie          | 8e                                |
| 92                                      | Jahir Pérez Colombie              | 38e                               |
| 93                                      | George Tibaquirá Colombie         | 21e                               |
| 94                                      | Diego Arias Colombie              | 33e                               |
| 95                                      | Carlos Herney Soler Colombie*     | 20e                               |
| 96                                      | Pedro Herrera Colombie            | 72e                               |
| 97                                      | Steven Calderón Colombie          | NP-1                              |
| 98                                      | Wilson Rodríguez Colombie         | 53e                               |
| Directeur sportif : Rafael Antonio Niño |                                   |                                   |

| Aguardiente Néctar - Indeportes Cundinamarca | Aguardiente Néctar - Indeportes Cundinamarca | Aguardiente Néctar - Indeportes Cundinamarca |
| -------------------------------------------- | -------------------------------------------- | -------------------------------------------- |
| Num                                          | Coureur                                      | Pos                                          |
| 101                                          | Yecid Sierra Colombie                        | 70e                                          |
| 102                                          | Jeislen Prieto Colombie                      | 92e                                          |
| 103                                          | Juan José Carrero Colombie                   | 63e                                          |
| 104                                          | Juan Sebastián Forero Colombie*              | 61e                                          |
| 105                                          | Rafael Hernández Colombie                    | 71e                                          |
| 106                                          | Sergio Medina Colombie*                      | 56e                                          |
| 107                                          | Cristian Quintero Colombie*                  | 101e                                         |
| 108                                          | Edwin Sánchez Colombie                       | 82e                                          |
| Directeur sportif : Danilo Alvis             |                                              |                                              |

| Ingeniería de Vías                | Ingeniería de Vías          | Ingeniería de Vías |
| --------------------------------- | --------------------------- | ------------------ |
| Num                               | Coureur                     | Pos                |
| 111                               | Luis Rojas Colombie*        | 87e                |
| 112                               | Cristian Bustos Colombie*   | 57e                |
| 113                               | Yonathan Eugenio Colombie*  | 54e                |
| 114                               | Agustín Ortiz Colombie*     | 95e                |
| 115                               | Óscar Rivera Colombie       | 44e                |
| 116                               | Elkin Goyeneche Colombie    | 50e                |
| 117                               | Cayetano Sarmiento Colombie | 49e                |
| 118                               | Diego Soracá Colombie       | 13e                |
| Directeur sportif : Pedro Camargo |                             |                    |

| Sundark Arawak                     | Sundark Arawak              | Sundark Arawak |
| ---------------------------------- | --------------------------- | -------------- |
| Num                                | Coureur                     | Pos            |
| 121                                | Aristóbulo Cala Colombie    | NP-8           |
| 122                                | Óscar Pachón Colombie       | NP-8           |
| 123                                | Steven Cuesta Colombie      | NP-8           |
| 124                                | Marco Tulio Suesca Colombie | NP-8           |
| 125                                | Carlos Gutiérrez Colombie   | NP-8           |
| 126                                | Heiner Parra Colombie       | NP-8           |
| 127                                | Yeison Chaparro Colombie    | NP-8           |
| 128                                | Edgar Pinzón Colombie*      | NP-8           |
| Directeur sportif : Jimmy Cubillos |                             |                |

| Alcaldía de La Vega - Store Tattoo - A Tope Cycling | Alcaldía de La Vega - Store Tattoo - A Tope Cycling | Alcaldía de La Vega - Store Tattoo - A Tope Cycling |
| --------------------------------------------------- | --------------------------------------------------- | --------------------------------------------------- |
| Num                                                 | Coureur                                             | Pos                                                 |
| 131                                                 | Marcos Puin Colombie*                               | 43e                                                 |
| 132                                                 | Yeferson Delgado Colombie*                          | AB-2                                                |
| 133                                                 | Alejandro Serrato Colombie*                         | AB-2                                                |
| 134                                                 | Sebastián Caro Colombie                             | 85e                                                 |
| 135                                                 | Camilo Aroca Colombie                               | 90e                                                 |
| 136                                                 | Diyer Rincón Colombie                               | 42e                                                 |
| 137                                                 | Camilo Castiblanco Colombie                         | 80e                                                 |
| 138                                                 | Juan Sebastián Campo Colombie*                      | AB-2                                                |
| Directeur sportif :                                 |                                                     |                                                     |

| Fuerzas Armadas                         | Fuerzas Armadas           | Fuerzas Armadas |
| --------------------------------------- | ------------------------- | --------------- |
| Num                                     | Coureur                   | Pos             |
| 141                                     | Jhon Fredy Ávila Colombie | 78e             |
| 142                                     | Miguel Mendoza Colombie   | NP-3            |
| 143                                     | Yeisson Quetama Colombie  | 36e             |
| 144                                     | Nicolás García Colombie   | 100e            |
| 145                                     | Jaime Castañeda Colombie  | 88e             |
| 146                                     | Edwin Arango Colombie     | 75e             |
| 147                                     | Emmanuel Ortiz Colombie*  | 103e            |
| 148                                     | Jeison Forero Colombie*   | HD-2            |
| Directeur sportif : Yoedison Bustamante |                           |                 |

| Fundación Depormundo                       | Fundación Depormundo        | Fundación Depormundo |
| ------------------------------------------ | --------------------------- | -------------------- |
| Num                                        | Coureur                     | Pos                  |
| 151                                        | Javier Jamaica Colombie     | 27e                  |
| 152                                        | Nicolás Ocampo Colombie*    | AB-8                 |
| 153                                        | John Celis Colombie*        | 102e                 |
| 154                                        | Miguel Cano Colombie        | HD-2                 |
| 155                                        | Dubán Bobadilla Colombie*   | NP-8                 |
| 156                                        | Hernán Darío Gómez Colombie | AB-1                 |
| 157                                        | Juan José Amador Colombie*  | 93e                  |
| 158                                        | Santiago Barrios Colombie*  | HD-1                 |
| Directeur sportif : Marco Tulio Bustamante |                             |                      |

| Loteboy - Neiza - Alcaldía de Ventaquemada | Loteboy - Neiza - Alcaldía de Ventaquemada | Loteboy - Neiza - Alcaldía de Ventaquemada |
| ------------------------------------------ | ------------------------------------------ | ------------------------------------------ |
| Num                                        | Coureur                                    | Pos                                        |
| 161                                        | Luis Fernando Jiménez Colombie             | AB-8                                       |
| 162                                        | Mario Rojas Colombie                       | AB-3                                       |
| 163                                        | Camilo Moreno Colombie*                    | 60e                                        |
| 164                                        | Fabián Jiménez Colombie                    | NP-9                                       |
| 165                                        | Jonathan Muñoz Colombie*                   | NP-9                                       |
| 166                                        | Nelson Millán Colombie*                    | HD-2                                       |
| 167                                        | Jimmy Guatibonza Colombie                  | HD-2                                       |
| Directeur sportif : Ismael Sarmiento       |                                            |                                            |